# 中国東方航空

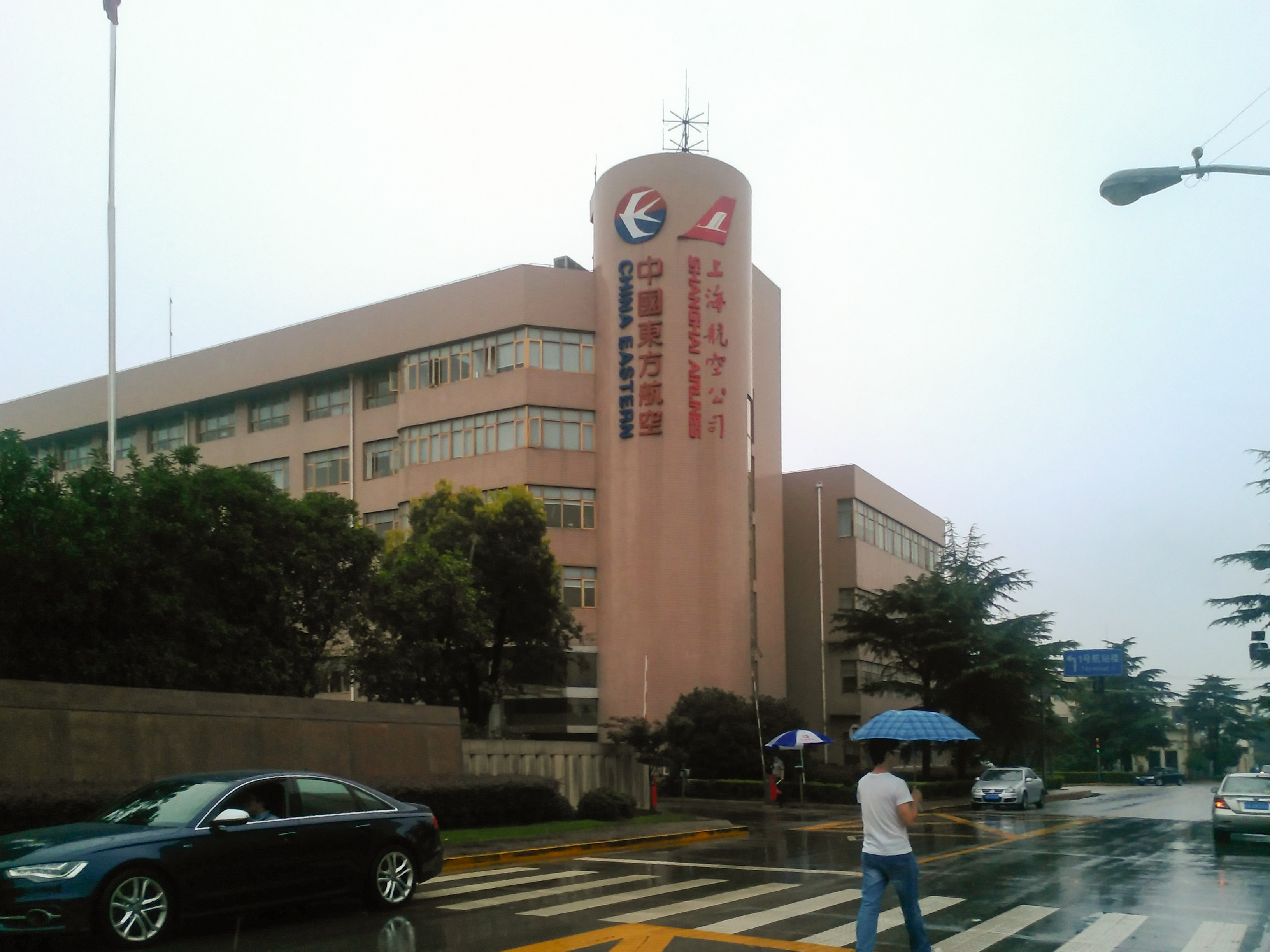
中国東方航空と上海航空の本社

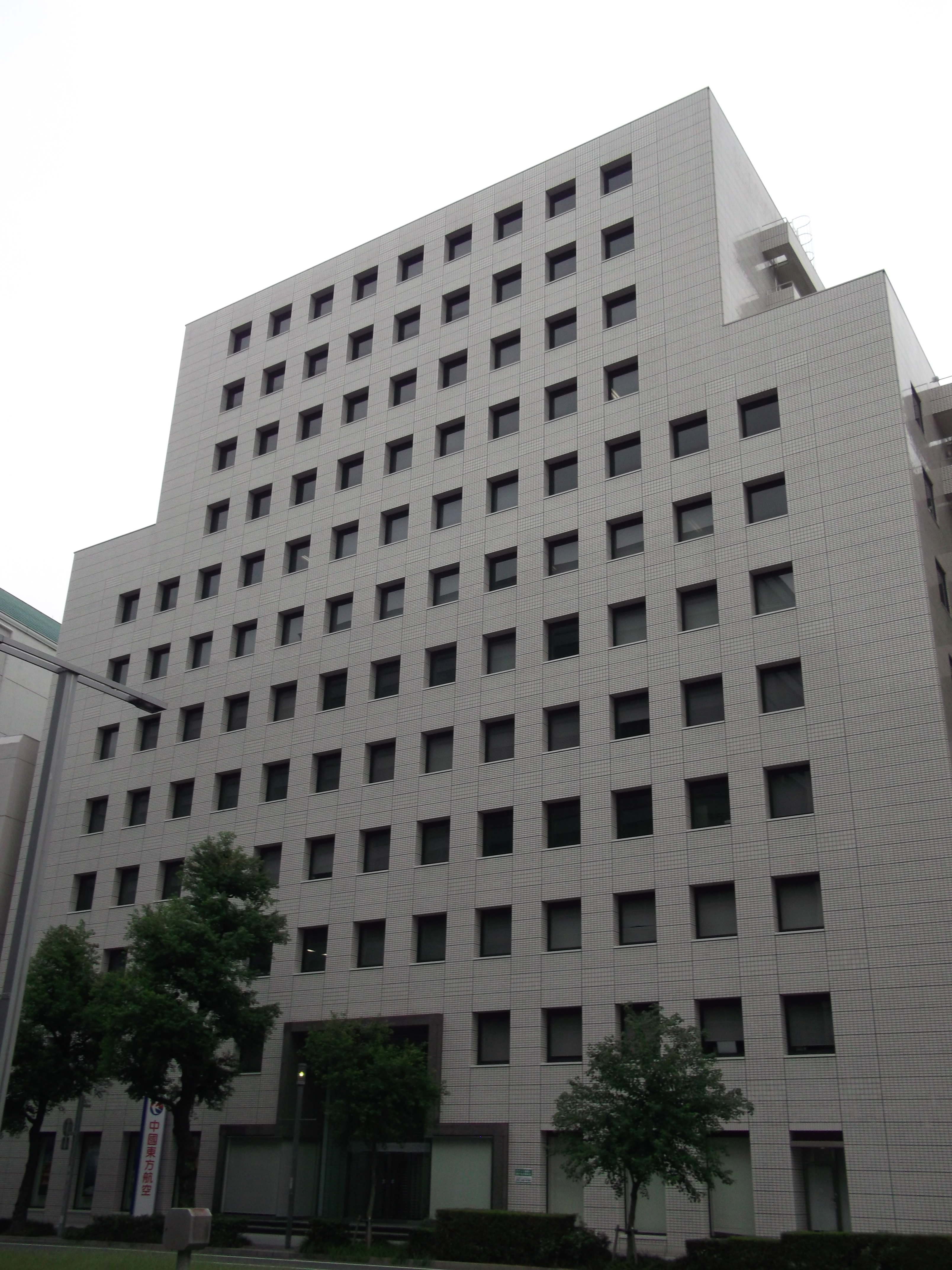
名古屋市事務所が入居する名古屋伏見スクエアビル（2014年8月）

中国東方航空（ちゅうごくとうほうこうくう、簡体字: 中国东方航空公司; 繁体字: 中國東方航空公司、英語: China Eastern Airlines）は、中国の航空会社。上海に拠点を置く1988年に分割解体された中国民用航空総局（CAAC）の上海管理局を引き継いで誕生した。中国における主要国内線および国際線を運航し、旧民航系航空会社の中でも大手航空会社のうちの一社である。

## 概要
1988年、旧・中国民用航空総局 (CAAC)の上海管理局を引き継いで上海を拠点に設立される。
年間の旅客量1億人を超える世界で7番目に大きい航空会社である。
香港、上海、ニューヨークの3都市の証券取引所に上場した中国の民間航空業界最初のエアラインとなる。
2002年、旧民航系の航空会社の集約政策により、中国西北航空、中国雲南航空、長城航空、武漢航空を併合し、中国東方航空股份有限公司（中国東方航空株式会社）となる。
「お客様を第一にした献身的なサービス」を信条としている。
スローガンは「世界品位，东方魅力」（英語: World-Class Hospitality with Eastern Charm）。
創立当初はMD-11Fを使って貨物輸送も行っていたが、1998年に中国遠洋運輸集団(COSCO)との共同出資により中国貨運航空を設立し、2006年8月8日運航分からの貨物便は全て引き継がれた。
シンガポール航空とシンガポール政府系投資会社テマセク・ホールディングスが2007年11月に24％、9億1800万米ドル出資するという案が出されており、コードシェアなどの業務提携も視野に入れていたが、2008年1月8日の臨時株主総会において、外資による出資を嫌気した株主の中国航空集団（中航集団）により出資案が否決された。
2008年11月5日からノースウエスト航空（現デルタ航空）とマイレージプログラムで提携を開始している。中国東方航空に搭乗したマイルをノースウエスト航空の「ワールドパークス」（現「スカイマイル」）に加算できた。
デルタ航空とノースウエスト航空の経営統合後もデルタ航空とは提携が行われており、中国東方航空と子会社の上海航空、デルタ航空の3社でアメリカ国内線30路線と中国国内線43路線、太平洋横断路線7路線で共同運航（コードシェア）を実施したり、デルタ航空の上海・浦東国際空港の利用ターミナルを中国東方航空と上海航空が利用する第1ターミナルに2015年4月13日から移転しスムーズな乗り継ぎを実現させた。その後2015年7月22日に中国東方航空とデルタ航空は香港証券取引所で取引されている中国東方航空の香港H株を4億5,000万米ドル分購入する条件付き出資契約に同意し、同年9月に出資した。
2009年6月、同じ上海を拠点とする上海航空と経営統合をすると報道され、2010年2月8日、上海航空を買収、完全子会社化したと発表した。2010年4月16日に子会社の上海航空ともにスカイチーム加盟へ調印、2011年6月21日に正式加盟した。

## 日本との関係
1988年の中国民航からの移管以前から日本路線に就航している。
中華人民共和国の航空会社では初めて日本人客室乗務員を日本路線（一部路線を除く）に乗務させ、また、上海浦東国際空港には日本人の地上スタッフも配置している（上海浦東国際空港開港前、日本人スタッフは上海虹橋国際空港で勤務していた）。

### 日本への運航便
| 便名        | 路線      | 路線      | 機材                                                 | コードシェア |                   |
| ----------- | --------- | --------- | ---------------------------------------------------- | ------------ | ----------------- |
| MU537/538   | 上海/虹橋 | 東京/羽田 | - エアバスA330-200 - エアバスA330-300                | FM、JL       |                   |
| MU539/540   | 上海/浦東 | 東京/羽田 | - エアバスA330-200 - エアバスA320                    | FM、JL       |                   |
| MU575/576   | 上海/浦東 | 東京/羽田 | - ボーイング777-300ER - エアバスA330-200             | JL           |                   |
| MU271/272   | 上海/浦東 | 東京/成田 | - エアバスA321 - エアバスA320                        | FM、JL       |                   |
| MU727/728   | 上海/浦東 | 東京/成田 | - エアバスA321 - エアバスA320                        | FM、JL       |                   |
| MU521/522   | 上海/浦東 | 東京/成田 | - エアバスA320 - エアバスA330-200 - エアバスA350-900 | FM、JL       |                   |
| MU523/524   | 上海/浦東 | 東京/成田 | - エアバスA320 - エアバスA330-200 - エアバスA350-900 | FM、JL       |                   |
| MU225/226   | 上海/浦東 | 大阪/関西 | エアバスA320                                         | JL           |                   |
| MU233/234   | 上海/浦東 | 大阪/関西 | エアバスA320                                         | JL           |                   |
| MU515/516   | 上海/浦東 | 大阪/関西 | - エアバスA320 - エアバスA330-200 - エアバスA330-300 | FM、JL       |                   |
| MU729/730   | 上海/浦東 | 大阪/関西 | - エアバスA321 - エアバスA320                        | FM、JL       |                   |
| MU6051/6052 | 上海/浦東 | 大阪/関西 | - エアバスA321 - エアバスA320                        |              |                   |
| MU747/748   | 上海/浦東 | 大阪/関西 | ボーイング737-800                                    | FM、JL       | 上海経由昆明行き  |
| MU291/292   | 上海/浦東 | 中部      | エアバスA320                                         | JL           |                   |
| MU719/720   | 上海/浦東 | 中部      | エアバスA320                                         | JL           | 上海経由蘭州行き  |
| MU529/530   | 上海/浦東 | 中部      | - エアバスA321 - エアバスA320                        | JL           |                   |
| MU279/280   | 上海/浦東 | 新千歳    | - エアバスA321 - エアバスA320                        | JL           |                   |
| MU517/518   | 上海/浦東 | 福岡      | - エアバスA321 - エアバスA320                        | JL           |                   |
| MU531/532   | 上海/浦東 | 福岡      | - エアバスA321 - エアバスA320                        | JL           |                   |
| MU5087/5088 | 上海/浦東 | 福岡      | エアバスA320                                         | JL           |                   |
| MU2085/2086 | 上海/浦東 | 那覇      | エアバスA320                                         | JL           |                   |
| MU287/288   | 上海/浦東 | 那覇      | - エアバスA321 - エアバスA320                        | JL           |                   |
| MU2019/2020 | 上海/浦東 | 静岡      | エアバスA320                                         | JL           |                   |
| MU275/276   | 上海/浦東 | 松山      | エアバスA320                                         |              | 2025年7月3日再開  |
| MU254/253   | 上海/浦東 | 熊本      | エアバスA320                                         |              | 2025年7月11日就航 |
| MU295/296   | 上海/浦東 | 新潟      | エアバスA319                                         | JL、FM       |                   |
| MU519/520   | 上海/浦東 | 長崎      | エアバスA319                                         | JL、FM       |                   |
| MU557/558   | 上海/浦東 | 小松      | エアバスA319                                         | JL           |                   |
| MU527/528   | 上海/浦東 | 岡山      | - エアバスA319 - エアバスA320                        | JL           |                   |
| MU293/294   | 上海/浦東 | 広島      | - エアバスA319 - エアバスA320                        | JL           |                   |
| MU761/762   | 上海/浦東 | 鹿児島    | - エアバスA319 - エアバスA320                        | JL           |                   |
| MU789/790   | 北京/大興 | 東京/羽田 | - エアバスA321 - エアバスA320                        | JL           |                   |
| MU525/526   | 北京/大興 | 大阪/関西 | エアバスA320                                         | JL           |                   |
| MU277/278   | 北京/大興 | 大阪/関西 | エアバスA320                                         |              |                   |
| MU5039/5040 | 煙台      | 東京/成田 | エアバスA320                                         |              | 2025年7月1日再開  |
| MU593/594   | 西安      | 東京/成田 | エアバスA320                                         | JL           |                   |
| MU5079/5080 | 青島      | 東京/成田 | エアバスA321                                         | JL           |                   |
| MU9607/9608 | 昆明      | 東京/成田 | - エアバスA320 - ボーイング787-9                     | JL           |                   |
| MU775/776   | 南京      | 東京/成田 | - エアバスA321 - エアバスA320                        | JL           |                   |
| MU2615/2616 | 武漢      | 東京/成田 | ボーイング737-800                                    | JL           |                   |
| MU2575/2576 | 武漢      | 大阪/関西 | ボーイング737-800                                    |              |                   |
| MU241/242   | 成都/天府 | 大阪/関西 | エアバスA320                                         |              |                   |
| MU6061/6062 | 南昌      | 大阪/関西 | エアバスA320                                         |              |                   |
| MU5077/5078 | 合肥      | 大阪/関西 | エアバスA320                                         |              |                   |
| MU2037/2038 | 青島      | 大阪/関西 | エアバスA320                                         |              |                   |
| MU2025/2026 | 西安      | 中部      | エアバスA320                                         |              |                   |
| MU5073/5074 | 煙台      | 中部      | エアバスA320                                         |              |                   |
| MU879/880   | 煙台      | 福岡      | エアバスA320                                         |              |                   |
| MU535/536   | 青島      | 福岡      | エアバスA320                                         | JL           |                   |

コードシェア
- FM-上海航空
- JL-日本航空

### 日本航空との提携
日本航空（JAL）とは、地上業務の受委託や総代理店契約等の営業面での協力が以前よりあったが、2002年9月1日よりそれぞれの日中路線の一部においてコードシェアを開始した。その後順次コードシェアを行う路線を拡大していき、2011年11月8日には対象路線が両会社の日中間の全路線と両社の一部国内線にまで拡大した。
2008年2月1日からマイレージプログラムで提携を開始しており、中国東方航空に搭乗したマイルのJALマイレージバンクへの加算、JMBマイルによるMU便の特典航空券の発行ができるようになった。ただし、日本 - 中国間の便についてはマイル積算の対象外であったが、2011年6月1日搭乗分からはマイル積算対象となる。
2018年8月2日に、JALと共同事業（JV）実施に向けた覚書を締結したと発表した。JVの対象路線は日中路線とJALの日本国内線、中国東方の中国国内線の一部で、JV開始後の両社のネットワークは、日本国内50都市以上、中国国内80都市以上になる。JALはワンワールド、中国東方航空はスカイチームと異なるアライアンスに加盟していながらJVを行うのは特徴的である。同年10月5日に2019年度中のJV開始を目指し国土交通省に独占禁止法の適用除外（ATI）の申請を行った。適用除外後JVが開始されれば運航路線の新設や整理、ダイヤの調整、マイレージプログラムのサービス拡大などが可能になる。

## 来歴

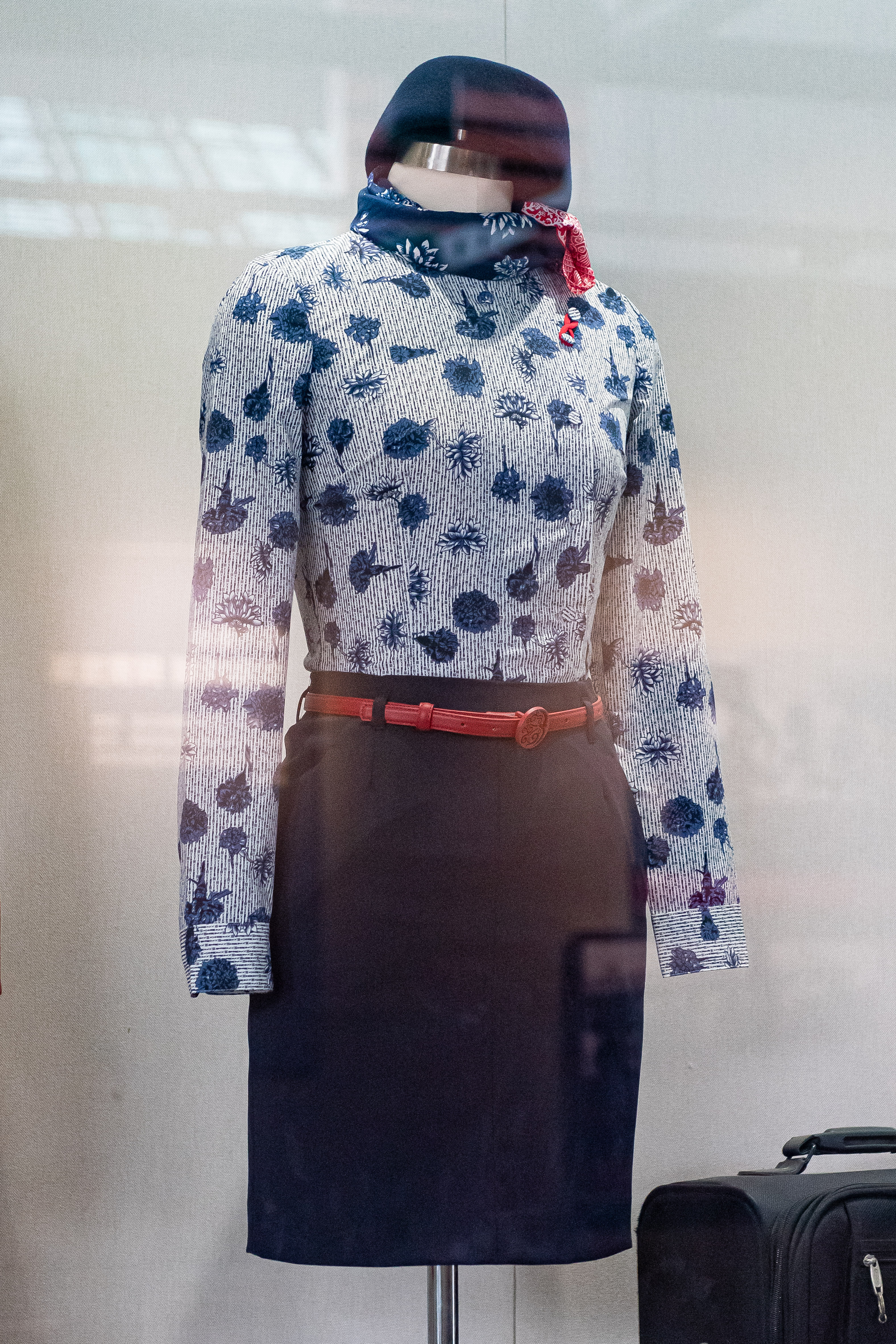
2013年から使用している制服

- 1988年 旧・中国民用航空総局 (CAAC)の上海管理局を引き継いで上海を拠点に設立。
- 1997年 香港証券取引所(0670)、上海証券取引所(600115)、ニューヨーク証券取引所(CEA)に上場[3]。
- 2002年 旧民航系の航空会社の集約政策により、中国西北航空、中国雲南航空、長城航空、武漢航空を併合し、中国東方航空股份有限公司（中国東方航空株式会社）となる。
- 2009年6月 上海航空と経営統合を調整中だと報道される[7]。
- 2010年2月8日 上海航空を完全子会社化[8]。
- 2011年6月21日 スカイチームに加盟[11]。
- 2014年9月9日 新塗装を発表[20]。現行機についても今後5年間を目途に順次新塗装への変更を行う。
- 2016年4月 上海を拠点に置くオンライン旅行会社のシートリップが持株会社であるChina Eastern Air Holding Company（チャイナイースタンエアホールディングカンパニー）に30億人民元（約513億円）出資[21]。
- 2017年7月27日 デルタ航空に続きエールフランス航空に3.75億ドル出資し、エールフランス株の10％を取得した[2]。

## 就航都市
| 中国東方航空 就航都市 （2025年2月現在） | 中国東方航空 就航都市 （2025年2月現在） | 中国東方航空 就航都市 （2025年2月現在）            | 中国東方航空 就航都市 （2025年2月現在）  | 中国東方航空 就航都市 （2025年2月現在） |
| --------------------------------------- | --------------------------------------- | -------------------------------------------------- | ---------------------------------------- | --------------------------------------- |
| 国                                      | 都市                                    | 空港                                               | 備考                                     |                                         |
| 東アジア                                |                                         |                                                    |                                          |                                         |
| 中国                                    | 上海                                    | 上海浦東国際空港                                   | 国際線ハブ空港                           |                                         |
| 中国                                    | 上海                                    | 上海虹橋国際空港                                   | 国内線ハブ空港                           |                                         |
| 中国                                    | 南京                                    | 南京禄口国際空港                                   | 国内線ハブ空港                           |                                         |
| 中国                                    | 昆明                                    | 昆明長水国際空港                                   | 国内線ハブ空港                           |                                         |
| 中国                                    | 武漢                                    | 武漢天河国際空港                                   | 国内線ハブ空港                           |                                         |
| 中国                                    | 西安                                    | 西安咸陽国際空港                                   | 国内線ハブ空港                           |                                         |
| 中国                                    | 北京                                    | 北京首都国際空港                                   |                                          |                                         |
| 中国                                    | 北京                                    | 北京大興国際空港                                   |                                          |                                         |
| 中国                                    | 広州                                    | 広州白雲国際空港                                   |                                          |                                         |
| 中国                                    | 成都                                    | 成都双流国際空港                                   |                                          |                                         |
| 中国                                    | 成都                                    | 成都天府国際空港                                   |                                          |                                         |
| 中国                                    | 杭州                                    | 杭州蕭山国際空港                                   |                                          |                                         |
| 中国                                    | 天津                                    | 天津浜海国際空港                                   |                                          |                                         |
| 中国                                    | 重慶                                    | 重慶江北国際空港                                   |                                          |                                         |
| 中国                                    | 長沙                                    | 長沙黄花国際空港                                   |                                          |                                         |
| 中国                                    | 大連                                    | 大連周水子国際空港                                 |                                          |                                         |
| 中国                                    | 済南                                    | 済南遥墻国際空港                                   |                                          |                                         |
| 中国                                    | 牡丹江                                  | 牡丹江海浪空港                                     |                                          |                                         |
| 中国                                    | 青島                                    | 青島流亭国際空港                                   |                                          |                                         |
| 中国                                    | 三亜                                    | 三亜鳳凰国際空港                                   |                                          |                                         |
| 中国                                    | 瀋陽                                    | 瀋陽桃仙国際空港                                   |                                          |                                         |
| 中国                                    | 深圳                                    | 深圳宝安国際空港                                   |                                          |                                         |
| 中国                                    | ウルムチ                                | ウルムチ地窩堡国際空港                             |                                          |                                         |
| 中国                                    | 威海                                    | 威海大水泊空港                                     |                                          |                                         |
| 中国                                    | 廈門                                    | 廈門高崎国際空港                                   |                                          |                                         |
| 中国                                    | 銀川                                    | 銀川河東国際空港                                   | [ 22 ]                                   |                                         |
| 中国                                    | 延吉                                    | 延吉朝陽川空港                                     |                                          |                                         |
| 中国                                    | 煙台                                    | 煙台萊山国際空港                                   |                                          |                                         |
| 中国                                    | 鄭州                                    | 鄭州新鄭国際空港                                   |                                          |                                         |
| 中国                                    | ラサ                                    | ラサ・クンガ空港                                   | [ 23 ]                                   |                                         |
| 中国                                    | 海口                                    | 海口美蘭国際空港                                   |                                          |                                         |
| 中国                                    | 太原                                    | 太原武宿国際空港                                   |                                          |                                         |
| 中国                                    | 南昌                                    | 南昌昌北国際空港                                   |                                          |                                         |
| 中国                                    | 呼和浩特                                | 呼和浩特白塔国際空港                               |                                          |                                         |
| 中国                                    | 福州                                    | 福州長楽国際空港                                   |                                          |                                         |
| 中国                                    | 淮安                                    | 淮安空港                                           |                                          |                                         |
| 中国                                    | 合肥                                    | 合肥新橋国際空港                                   |                                          |                                         |
| 中国                                    | 長春                                    | 長春龍嘉国際空港                                   |                                          |                                         |
| 中国                                    | 佳木斯                                  | 佳木斯東郊空港                                     |                                          |                                         |
| 中国                                    | ハルビン                                | ハルビン太平国際空港                               |                                          |                                         |
| 中国                                    | 臨沂                                    | 臨沂空港                                           |                                          |                                         |
| 中国                                    | 蘭州                                    | 蘭州中川国際空港                                   |                                          |                                         |
| 中国                                    | 大理                                    | 大理空港                                           |                                          |                                         |
| 中国                                    | 信陽                                    | 信陽明港空港                                       |                                          |                                         |
| 中国                                    | 烏海                                    | 烏海空港                                           |                                          |                                         |
| 中国                                    | 景洪                                    | シーサンパンナ・ガサ空港                           |                                          |                                         |
| 中国                                    | 大同                                    | 大同空港                                           |                                          |                                         |
| 中国                                    | 井岡山                                  | 井岡山空港                                         | [ 24 ]                                   |                                         |
| 中国                                    | デリンハ                                | デリンハ空港                                       | [ 25 ]                                   |                                         |
| 中国                                    | 花土溝                                  | 茫崖花土溝空港                                     | [ 26 ]                                   |                                         |
| 日本                                    | 東京                                    | 東京国際空港                                       |                                          |                                         |
| 日本                                    | 東京                                    | 成田国際空港                                       |                                          |                                         |
| 日本                                    | 大阪                                    | 関西国際空港                                       |                                          |                                         |
| 日本                                    | 名古屋                                  | 中部国際空港                                       |                                          |                                         |
| 日本                                    | 札幌                                    | 新千歳空港                                         |                                          |                                         |
| 日本                                    | 新潟                                    | 新潟空港                                           |                                          |                                         |
| 日本                                    | 金沢                                    | 小松空港                                           |                                          |                                         |
| 日本                                    | 静岡                                    | 静岡空港                                           |                                          |                                         |
| 日本                                    | 神戸                                    | 神戸空港                                           | 2025年9月28日より就航予定 定期チャータ便 |                                         |
| 日本                                    | 岡山                                    | 岡山空港                                           |                                          |                                         |
| 日本                                    | 広島                                    | 広島空港                                           |                                          |                                         |
| 日本                                    | 松山                                    | 松山空港                                           | 2025年7月2日より運航再開予定             |                                         |
| 日本                                    | 福岡                                    | 福岡空港                                           |                                          |                                         |
| 日本                                    | 長崎                                    | 長崎空港                                           |                                          |                                         |
| 日本                                    | 熊本                                    | 熊本空港                                           | 2025年7月11日就航予定                    |                                         |
| 日本                                    | 鹿児島                                  | 鹿児島空港                                         |                                          |                                         |
| 日本                                    | 沖縄                                    | 那覇空港                                           |                                          |                                         |
| 韓国                                    | ソウル                                  | 仁川国際空港                                       |                                          |                                         |
| 韓国                                    | ソウル                                  | 金浦国際空港                                       |                                          |                                         |
| 韓国                                    | 釜山                                    | 金海国際空港                                       |                                          |                                         |
| 韓国                                    | 済州                                    | 済州国際空港                                       |                                          |                                         |
| 韓国                                    | 大邱                                    | 大邱国際空港                                       |                                          |                                         |
| 韓国                                    | 清州                                    | 清州国際空港                                       |                                          |                                         |
| 韓国                                    | 光州                                    | 務安国際空港                                       |                                          |                                         |
| 香港                                    | 香港                                    | 香港国際空港                                       |                                          |                                         |
| 台湾                                    | 台北                                    | 台湾桃園国際空港                                   |                                          |                                         |
| 台湾                                    | 台北                                    | 台北松山空港                                       |                                          |                                         |
| 南アジア                                |                                         |                                                    |                                          |                                         |
| バングラデシュ                          | ダッカ                                  | シャージャラル国際空港                             |                                          |                                         |
| インド                                  | デリー                                  | インディラ・ガンディー国際空港                     |                                          |                                         |
| インド                                  | コルカタ                                | ネータージー・スバース・チャンドラ・ボース国際空港 |                                          |                                         |
| モルディブ                              | マレ                                    | イブラヒム・ナシル国際空港                         |                                          |                                         |
| ネパール                                | カトマンズ                              | トリブバン国際空港                                 |                                          |                                         |
| スリランカ                              | コロンボ                                | バンダラナイケ国際空港                             | [ 28 ]                                   |                                         |
| 東南アジア                              |                                         |                                                    |                                          |                                         |
| ミャンマー                              | ヤンゴン                                | ヤンゴン国際空港                                   |                                          |                                         |
| ミャンマー                              | マンダレー                              | マンダレー国際空港                                 |                                          |                                         |
| ミャンマー                              | ネピドー                                | ネピドー国際空港                                   |                                          |                                         |
| カンボジア                              | シェムリアップ                          | シェムリアップ・アンコール国際空港                 |                                          |                                         |
| カンボジア                              | プノンペン                              | プノンペン国際空港                                 |                                          |                                         |
| インドネシア                            | ジャカルタ                              | スカルノ・ハッタ国際空港                           | [ 29 ]                                   |                                         |
| インドネシア                            | デンパサール                            | デンパサール国際空港                               |                                          |                                         |
| ラオス                                  | ヴィエンチャン                          | ワットタイ国際空港                                 |                                          |                                         |
| ラオス                                  | ルアンパバーン                          | ルアンパバーン国際空港                             |                                          |                                         |
| マレーシア                              | クアラルンプール                        | クアラルンプール国際空港                           |                                          |                                         |
| シンガポール                            | シンガポール                            | シンガポール・チャンギ国際空港                     |                                          |                                         |
| タイ                                    | バンコク                                | スワンナプーム国際空港                             |                                          |                                         |
| タイ                                    | チェンマイ                              | チェンマイ国際空港                                 |                                          |                                         |
| タイ                                    | チェンライ                              | チェンライ国際空港                                 |                                          |                                         |
| タイ                                    | プーケット                              | プーケット国際空港                                 |                                          |                                         |
| タイ                                    | クラビ                                  | クラビ国際空港                                     |                                          |                                         |
| ベトナム                                | ホーチミンシティ                        | タンソンニャット国際空港                           |                                          |                                         |
| ベトナム                                | ハノイ                                  | ノイバイ国際空港                                   |                                          |                                         |
| ベトナム                                | ダナン                                  | ダナン国際空港                                     |                                          |                                         |
| フィリピン                              | マニラ                                  | ニノイ・アキノ国際空港                             | [ 30 ]                                   |                                         |
| フィリピン                              | セブ                                    | マクタン・セブ国際空港                             | [ 31 ]                                   |                                         |
| フィリピン                              | ラオアグ                                | ラオアグ国際空港                                   | 季節運航便                               |                                         |
| 中近東                                  |                                         |                                                    |                                          |                                         |
| アラブ首長国連邦                        | ドバイ                                  | ドバイ国際空港                                     |                                          |                                         |
| アラブ首長国連邦                        | アブダビ                                | ザイード国際空港                                   |                                          |                                         |
| オマーン                                | マスカット                              | マスカット国際空港                                 | 2025年11月30日より就航予定               |                                         |
| トルコ                                  | イスタンブール                          | イスタンブール空港                                 |                                          |                                         |
|                                         |                                         |                                                    |                                          |                                         |
| ヨーロッパ                              |                                         |                                                    |                                          |                                         |
| フランス                                | パリ                                    | シャルル・ド・ゴール国際空港                       |                                          |                                         |
| オランダ                                | アムステルダム                          | アムステルダム・スキポール空港                     |                                          |                                         |
| ドイツ                                  | フランクフルト                          | フランクフルト空港                                 |                                          |                                         |
| イタリア                                | ローマ                                  | フィウミチーノ空港                                 |                                          |                                         |
| イタリア                                | ミラノ                                  | ミラノ・マルペンサ空港                             | 2025年6月20日より運航開始予定            |                                         |
| スペイン                                | マドリード                              | アドルフォ・スアレス・マドリード＝バラハス空港     |                                          |                                         |
| スペイン                                | バルセロナ                              | バルセロナ＝エル・プラット空港                     | 2025年9月26日より運航開始予定            |                                         |
| チェコ                                  | プラハ                                  | ヴァーツラフ・ハヴェル・プラハ国際空港             | [ 35 ]                                   |                                         |
| スウェーデン                            | ストックホルム                          | ストックホルム・アーランダ空港                     | 季節運航便                               |                                         |
| ロシア                                  | モスクワ                                | シェレメーチエヴォ国際空港                         |                                          |                                         |
| ロシア                                  | サンクトペテルブルク                    | プルコヴォ空港                                     |                                          |                                         |
| イギリス                                | ロンドン                                | ロンドン・ヒースロー空港                           |                                          |                                         |
| スイス                                  | ジュネーブ                              | ジュネーヴ空港                                     | 2025年6月16日より運航開始予定            |                                         |
| デンマーク                              | コペンハーゲン                          | コペンハーゲン空港                                 | 2025年7月17日より運航開始予定            |                                         |
| 北アメリカ                              |                                         |                                                    |                                          |                                         |
| アメリカ合衆国                          | ロサンゼルス                            | ロサンゼルス国際空港                               |                                          |                                         |
| アメリカ合衆国                          | ニューヨーク                            | ジョン・F・ケネディ国際空港                        |                                          |                                         |
| アメリカ合衆国                          | サンフランシスコ                        | サンフランシスコ国際空港                           | [ 39 ]                                   |                                         |
| アメリカ合衆国                          | シカゴ                                  | シカゴ・オヘア国際空港                             |                                          |                                         |
| アメリカ合衆国                          | ホノルル                                | ホノルル国際空港                                   |                                          |                                         |
| カナダ                                  | バンクーバー                            | バンクーバー国際空港                               |                                          |                                         |
| カナダ                                  | トロント                                | トロント・ピアソン国際空港                         |                                          |                                         |
| 南アメリカ                              |                                         |                                                    |                                          |                                         |
| アルゼンチン                            | ブエノスアイレス                        | エセイサ国際空港                                   | 2025年12月より就航予定 オークランド経由  |                                         |
| オセアニア                              |                                         |                                                    |                                          |                                         |
| オーストラリア                          | シドニー                                | シドニー国際空港                                   |                                          |                                         |
| オーストラリア                          | メルボルン                              | メルボルン空港                                     |                                          |                                         |
| オーストラリア                          | ブリスベン                              | ブリスベン空港                                     | [ 41 ]                                   |                                         |
| ニュージーランド                        | オークランド                            | オークランド国際空港                               | [ 42 ] [ 43 ]                            |                                         |
| 北マリアナ諸島                          | サイパン                                | サイパン国際空港                                   |                                          |                                         |
| 休・廃止路線                            |                                         |                                                    |                                          |                                         |
| 日本                                    | 旭川                                    | 旭川空港                                           | [ 44 ]                                   |                                         |
| 日本                                    | 函館                                    | 函館空港                                           | [ 45 ]                                   |                                         |
| 日本                                    | 盛岡                                    | 花巻空港                                           | [ 46 ]                                   |                                         |
| 日本                                    | 福島                                    | 福島空港                                           |                                          |                                         |
| 日本                                    | 大分                                    | 大分空港                                           |                                          |                                         |
| 日本                                    | 北九州                                  | 北九州空港                                         |                                          |                                         |
| タイ                                    | スラートターニー県                      | スラートターニー空港                               |                                          |                                         |
| ドイツ                                  | ハンブルク                              | ハンブルク国際空港                                 | [ 47 ]                                   |                                         |
| オーストラリア                          | ケアンズ                                | ケアンズ国際空港                                   | 季節運航便                               |                                         |

## 保有機材
同社が発注したボーイング社製航空機の顧客番号（カスタマーコード）は9Pで、航空機の形式名は737-39P、737-79P、737-89P、777-39PERなどと表記される。

### 現在の保有機材
| 機材                | 保有数 | 発注数 | 座席数 | 座席数 | 座席数 | 座席数 | 座席数 | 備考                                    |
| 機材                | 保有数 | 発注数 | F      | J      | W      | Y      | 計     | 備考                                    |
| ------------------- | ------ | ------ | ------ | ------ | ------ | ------ | ------ | --------------------------------------- |
| エアバスA319-100    | 32     | -      | -      | 8      | -      | 114    | 122    |                                         |
| エアバスA320-200    | 144    | -      | -      | 8      | -      | 150    | 158    |                                         |
| エアバスA320neo     | 120    | 18     | -      | 8      | -      | 150    | 158    |                                         |
| エアバスA320neo     | 120    | 18     | -      | 8      | -      | 156    | 164    |                                         |
| エアバスA321-200    | 74     | -      | -      | 20     | -      | 155    | 175    |                                         |
| エアバスA321-200    | 74     | -      | -      | 12     | -      | 166    | 178    |                                         |
| エアバスA321-200    | 74     | -      | -      | 12     | -      | 170    | 182    |                                         |
| エアバスA321neo     | 17     | 51     | -      | 12     | -      | 186    | 198    |                                         |
| エアバスA330-200    | 30     | -      | -      | 18     | -      | 246    | 264    | 世界最大のオペレーター                  |
| エアバスA330-300    | 26     | -      | -      | 32     | 32     | 230    | 294    |                                         |
| エアバスA330-300    | 26     | -      | -      | 38     | -      | 262    | 300    |                                         |
| エアバスA350-900    | 20     | -      | 4      | 36     | 32     | 216    | 288    |                                         |
| ボーイング737-700   | 36     | -      | -      | 8      | -      | 126    | 134    |                                         |
| ボーイング737-800   | 100    | -      | -      | 20     | -      | 138    | 158    |                                         |
| ボーイング737-800   | 100    | -      | -      | 8      | -      | 150    | 158    |                                         |
| ボーイング737-800   | 100    | -      | -      | 8      | -      | 162    | 170    |                                         |
| ボーイング737-800   | 100    | -      | -      | 8      | -      | 168    | 176    |                                         |
| ボーイング737-8 MAX | 5      | 6      | -      | 8      | -      | 168    | 176    |                                         |
| ボーイング777-300ER | 20     | -      | 6      | 52     | -      | 258    | 316    |                                         |
| ボーイング787-9     | 4      | 4      | 4      | 26     | 28     | 227    | 285    |                                         |
| COMAC C909          | 27     | 8      | -      | -      | -      | 90     | 90     | 一二三航空からの移管機材                |
| COMAC C919          | 11     | 94     | -      | 8      | -      | 156    | 164    | ローンチカスタマー 15機のオプション付き |
| 中国貨運航空        |        |        |        |        |        |        |        |                                         |
| ボーイング777F      | 17     | 1      | 貨物   | 貨物   | 貨物   | 貨物   | 貨物   |                                         |
| 計                  | 683    | 182    |        |        |        |        |        |                                         |

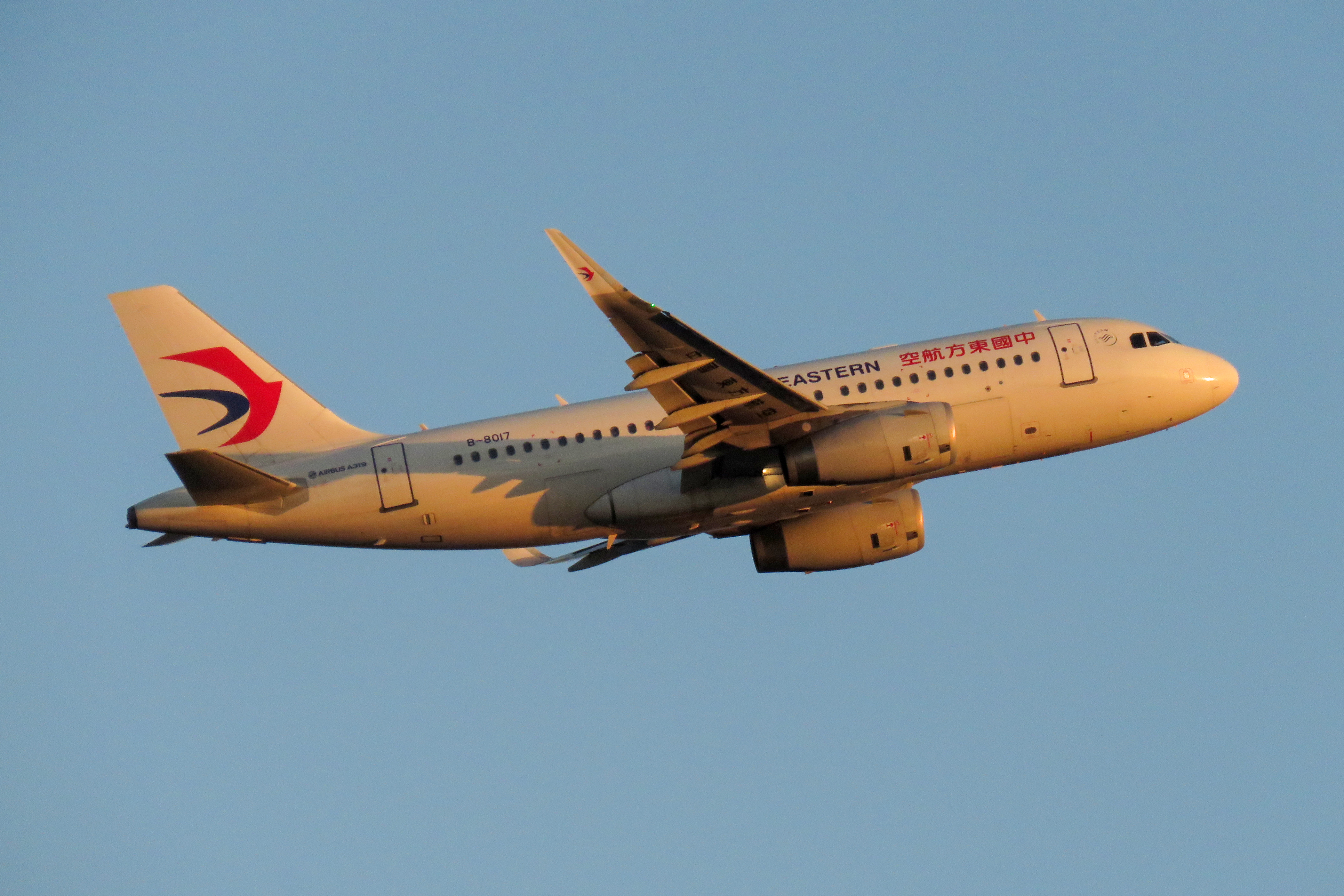
エアバスA319-100
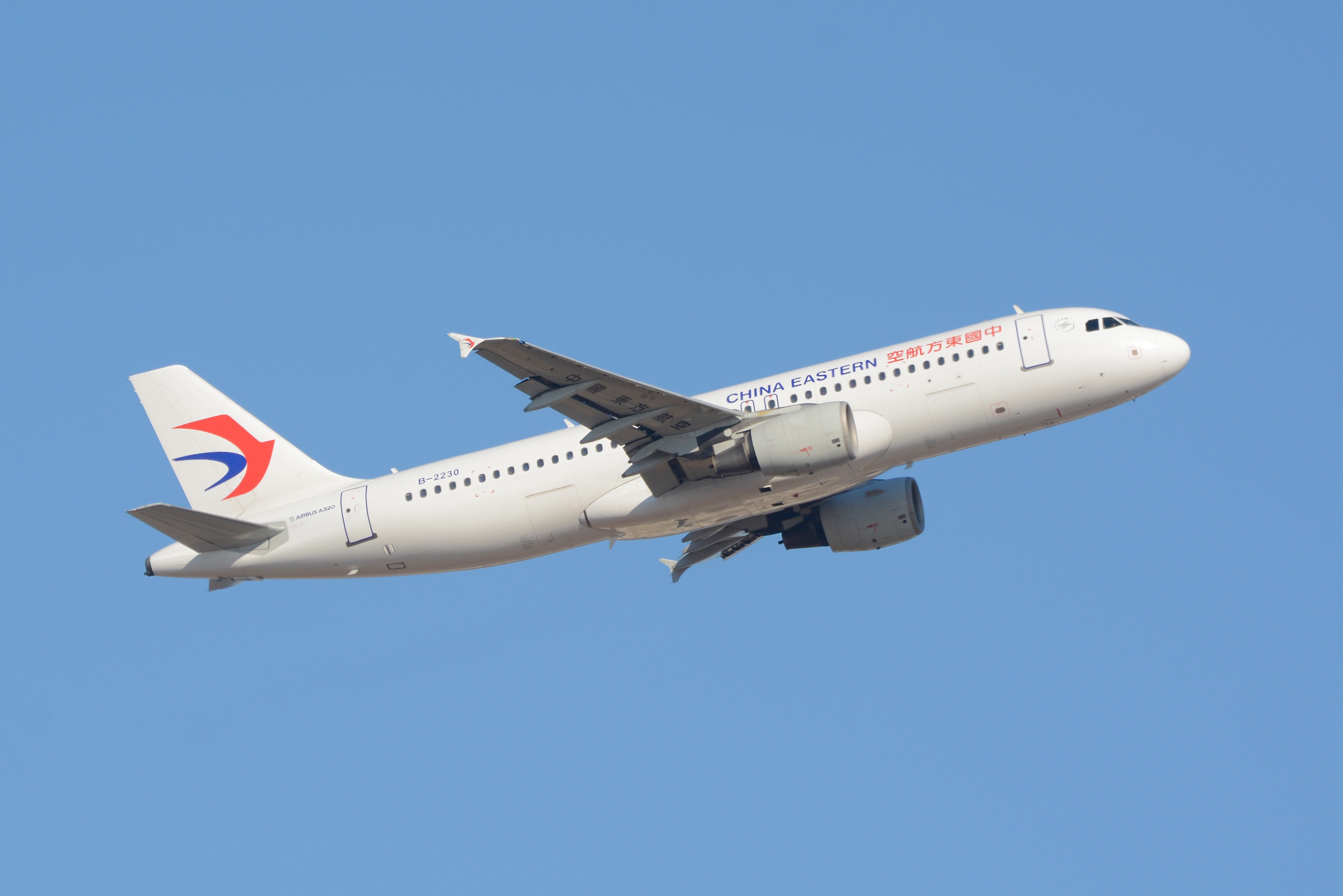
エアバスA320-200
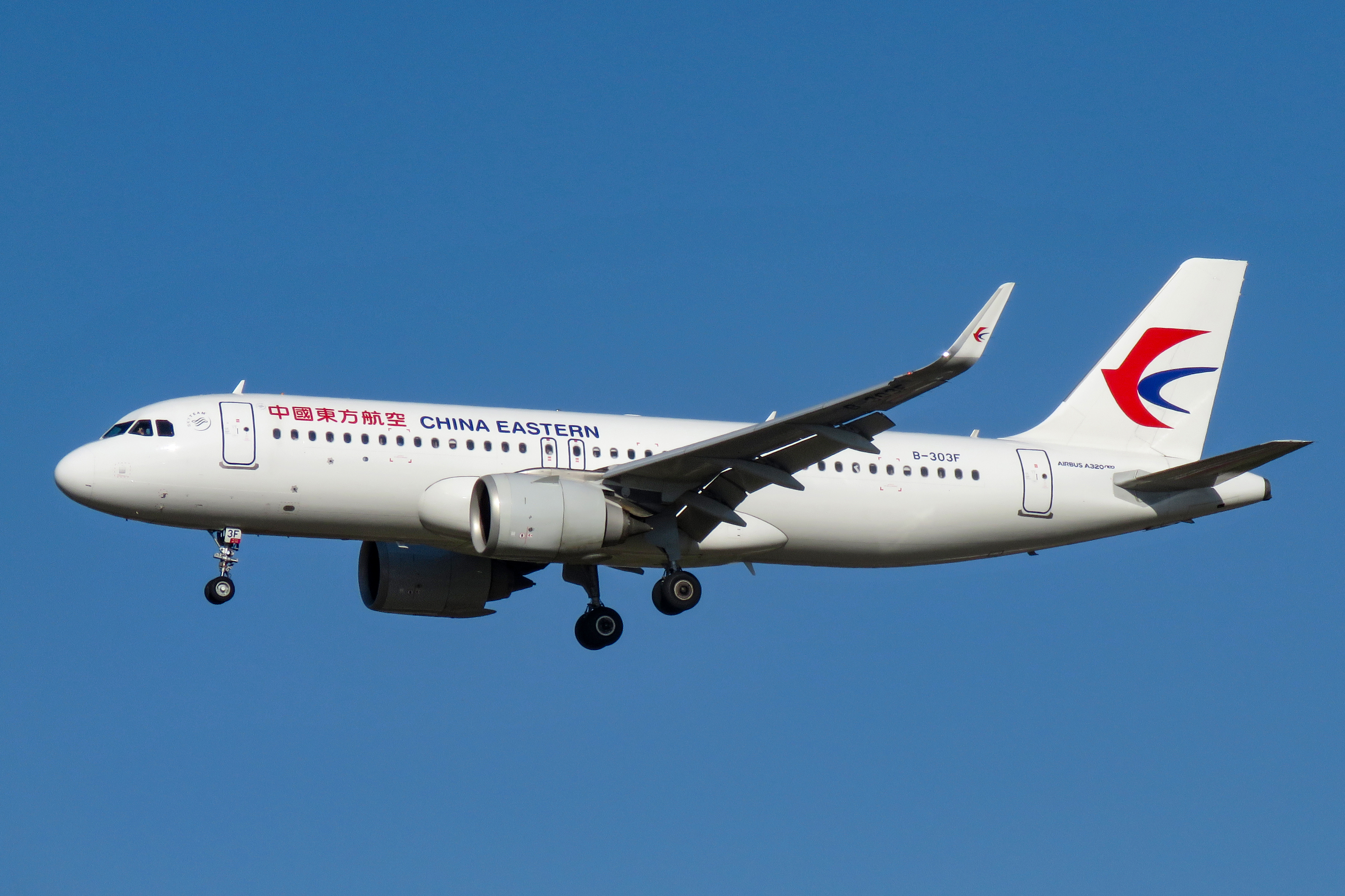
エアバスA320neo
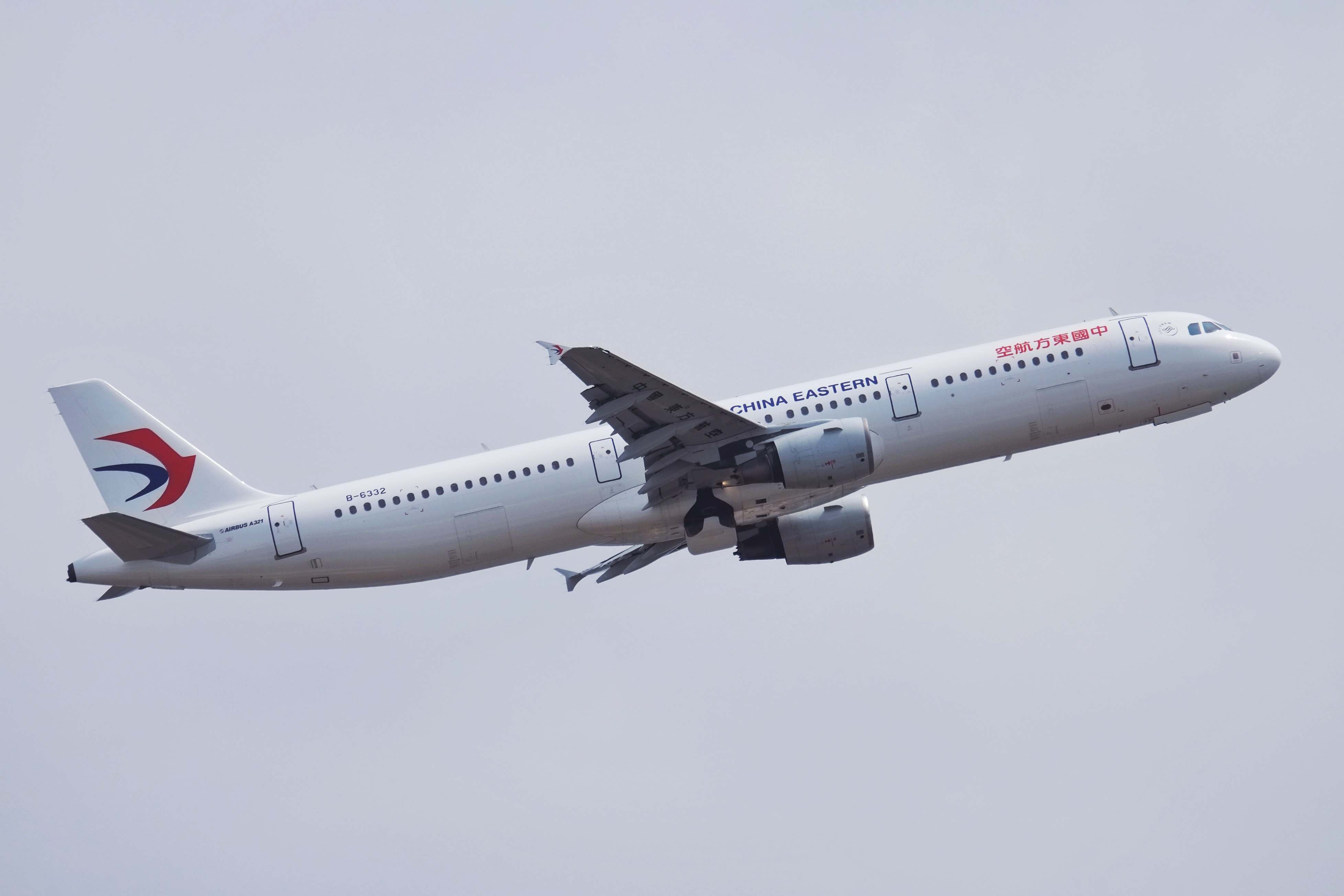
エアバスA321-200
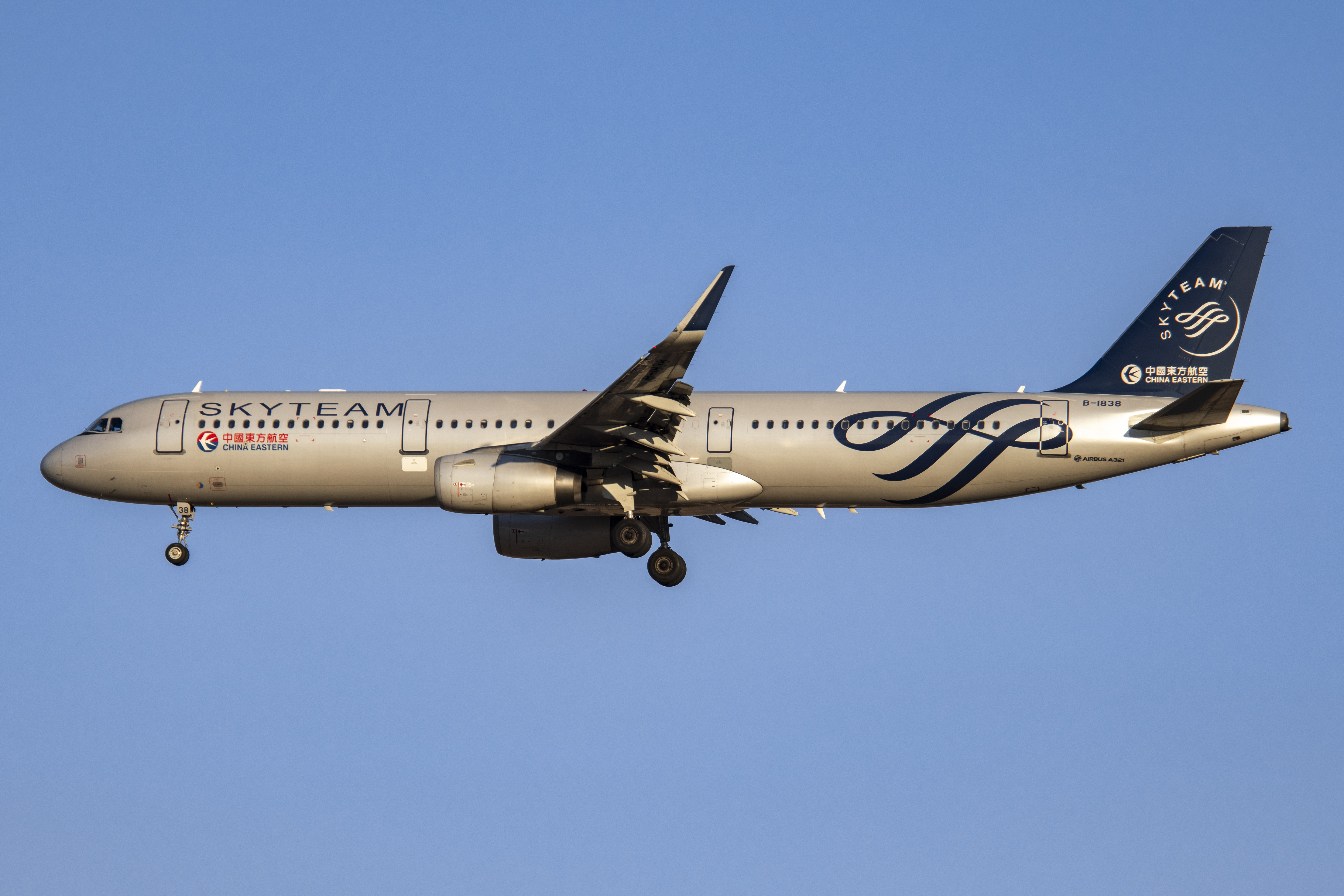
エアバスA321-200（スカイチーム塗装）
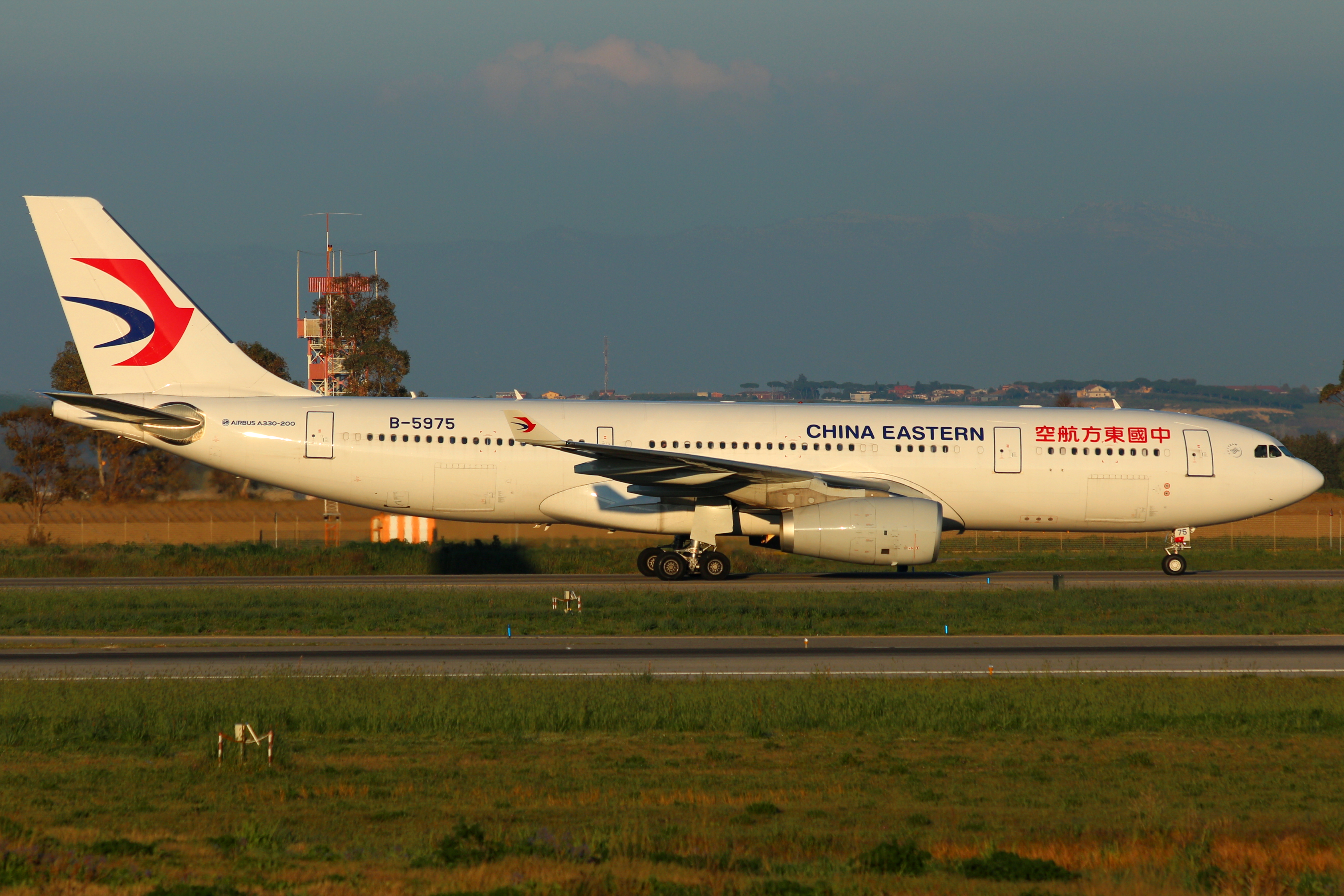
エアバスA330-200
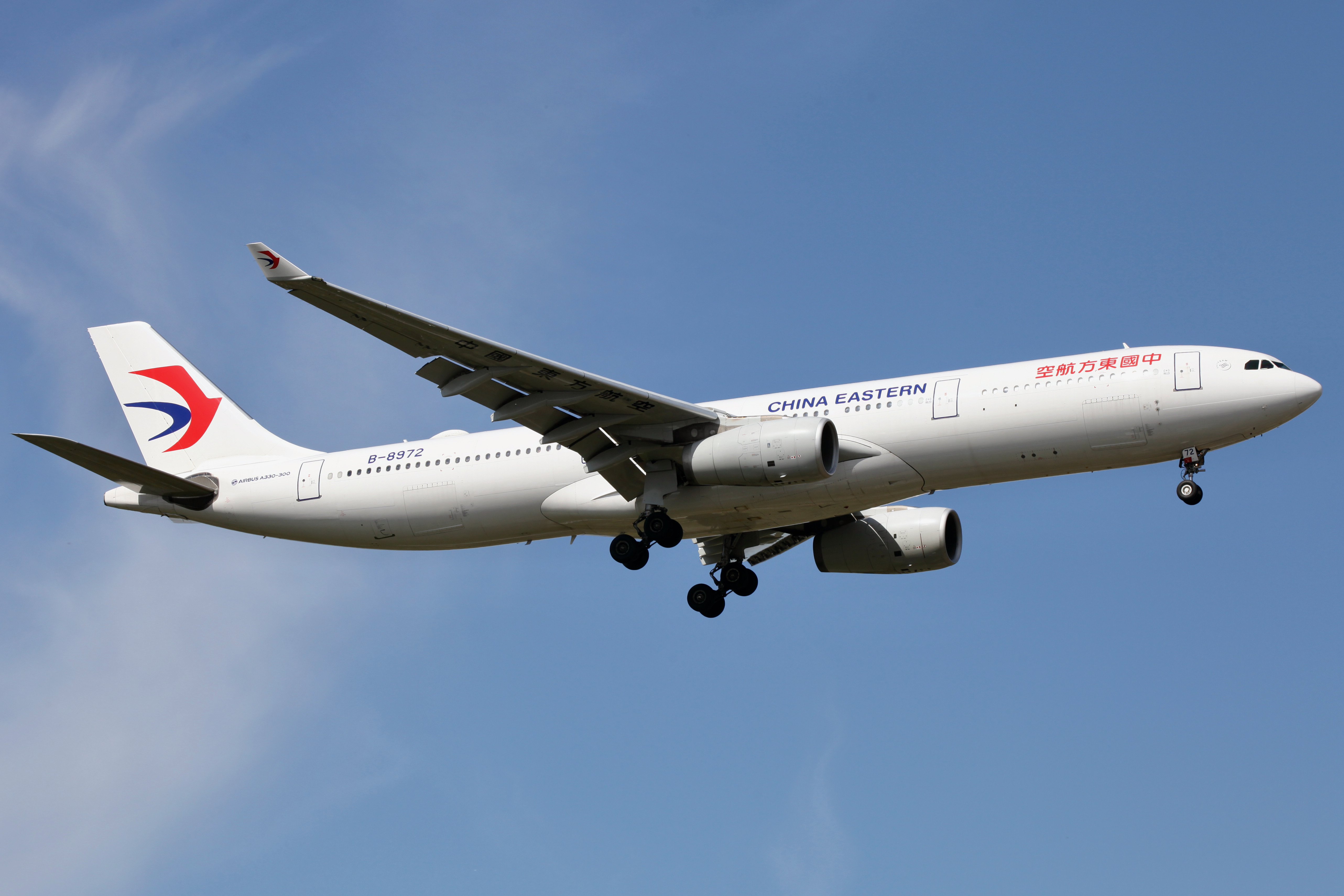
エアバスA330-300
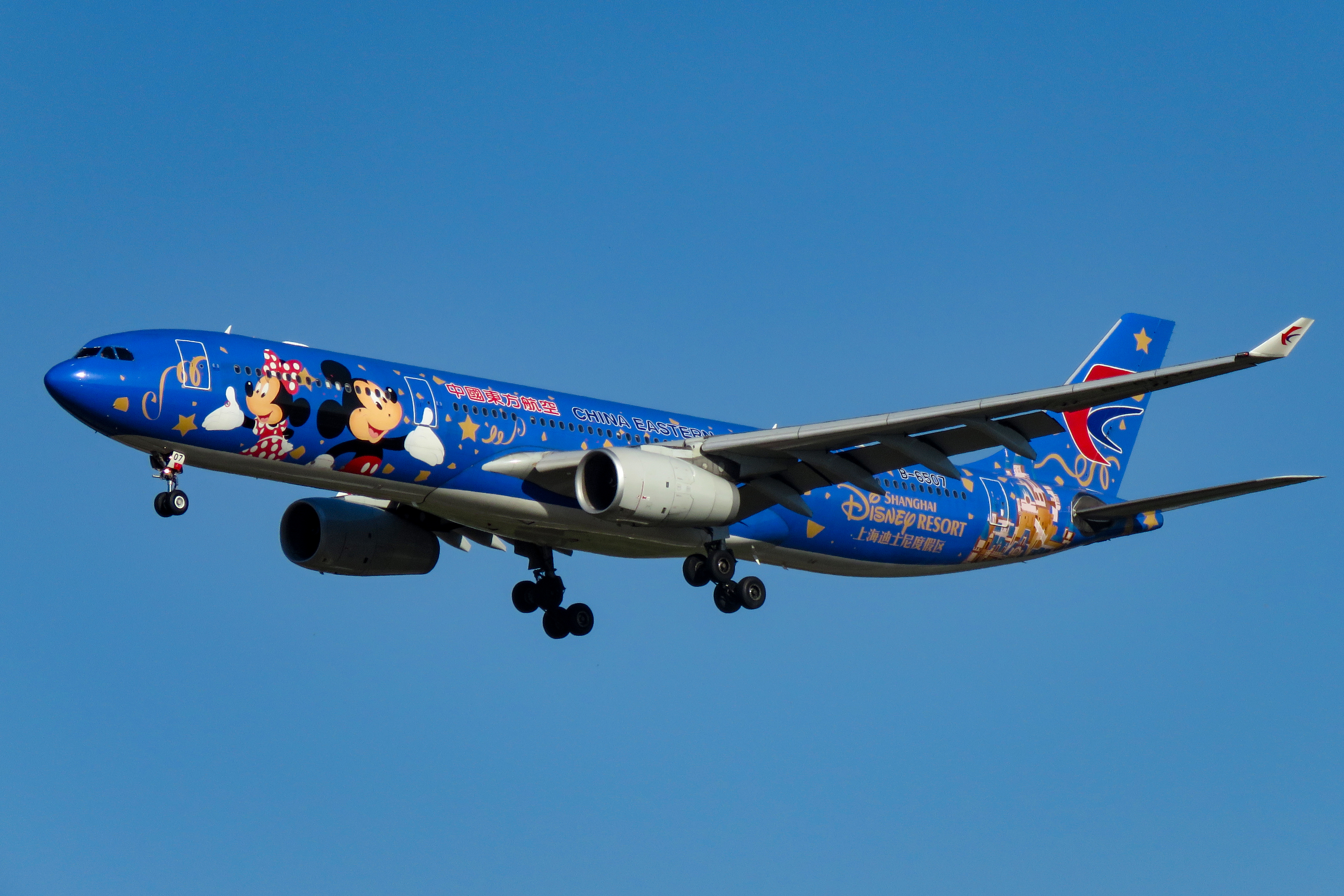
エアバスA330-300（上海ディズニーランドコラボ塗装）
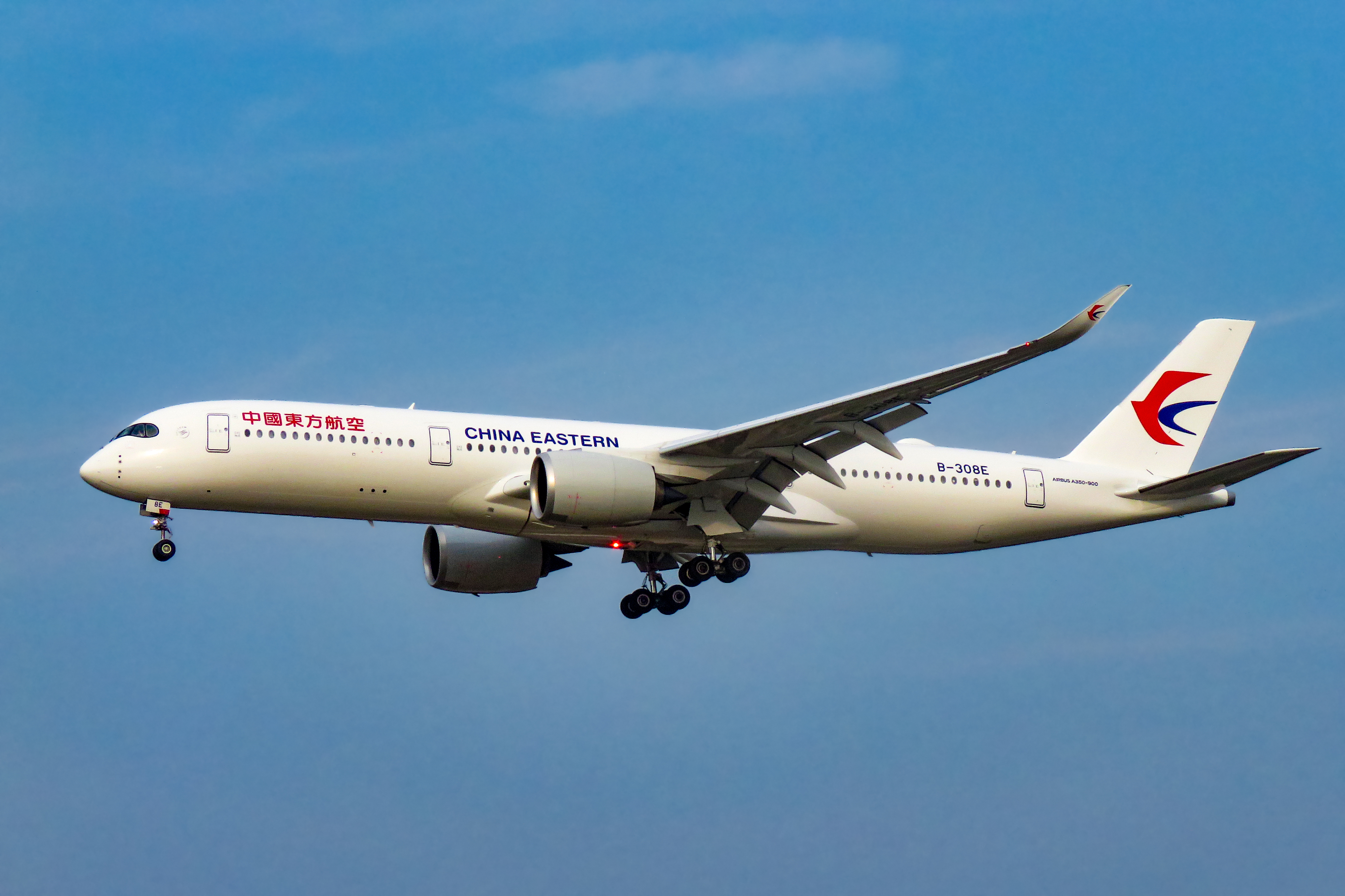
エアバスA350-900
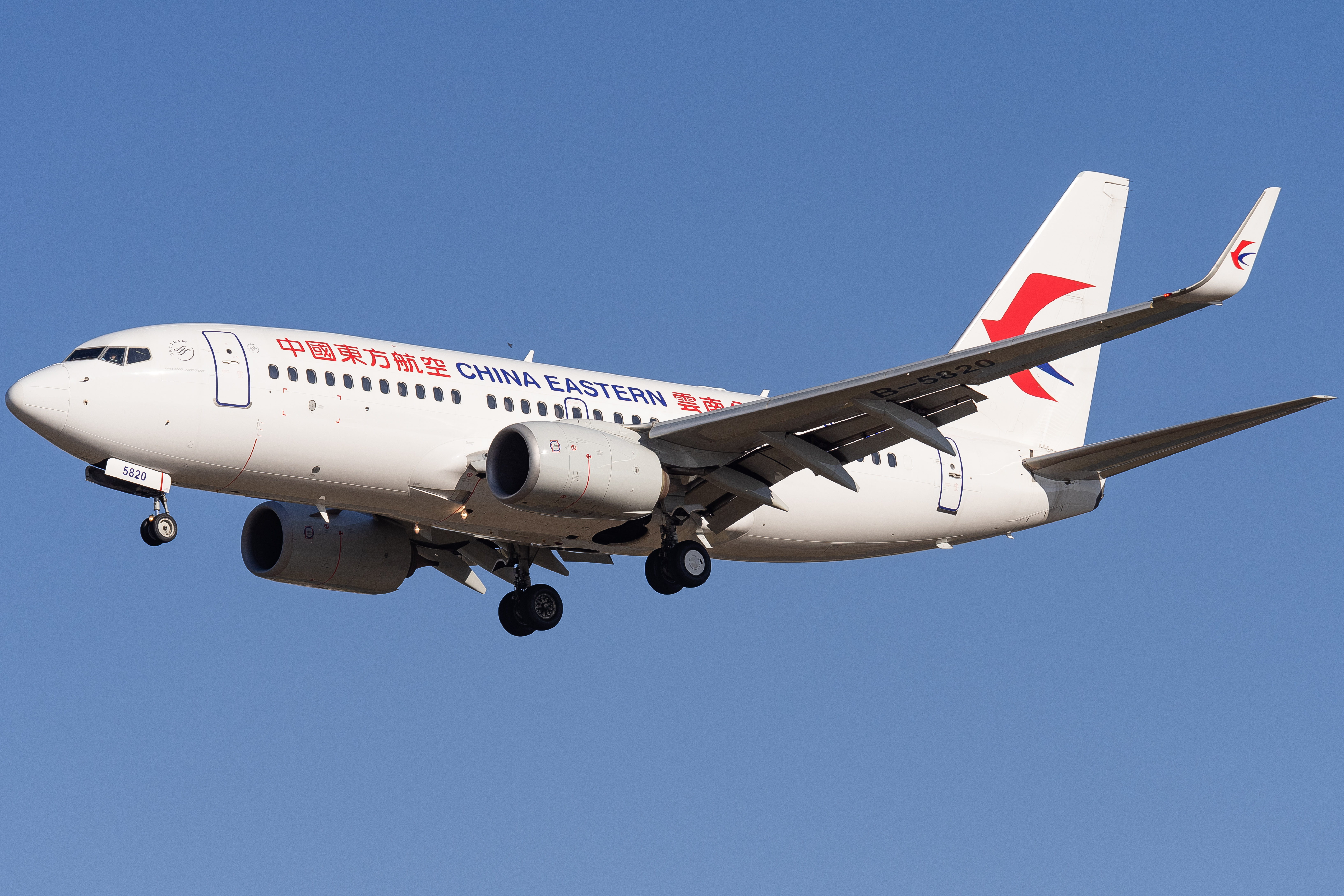
ボーイング737-700
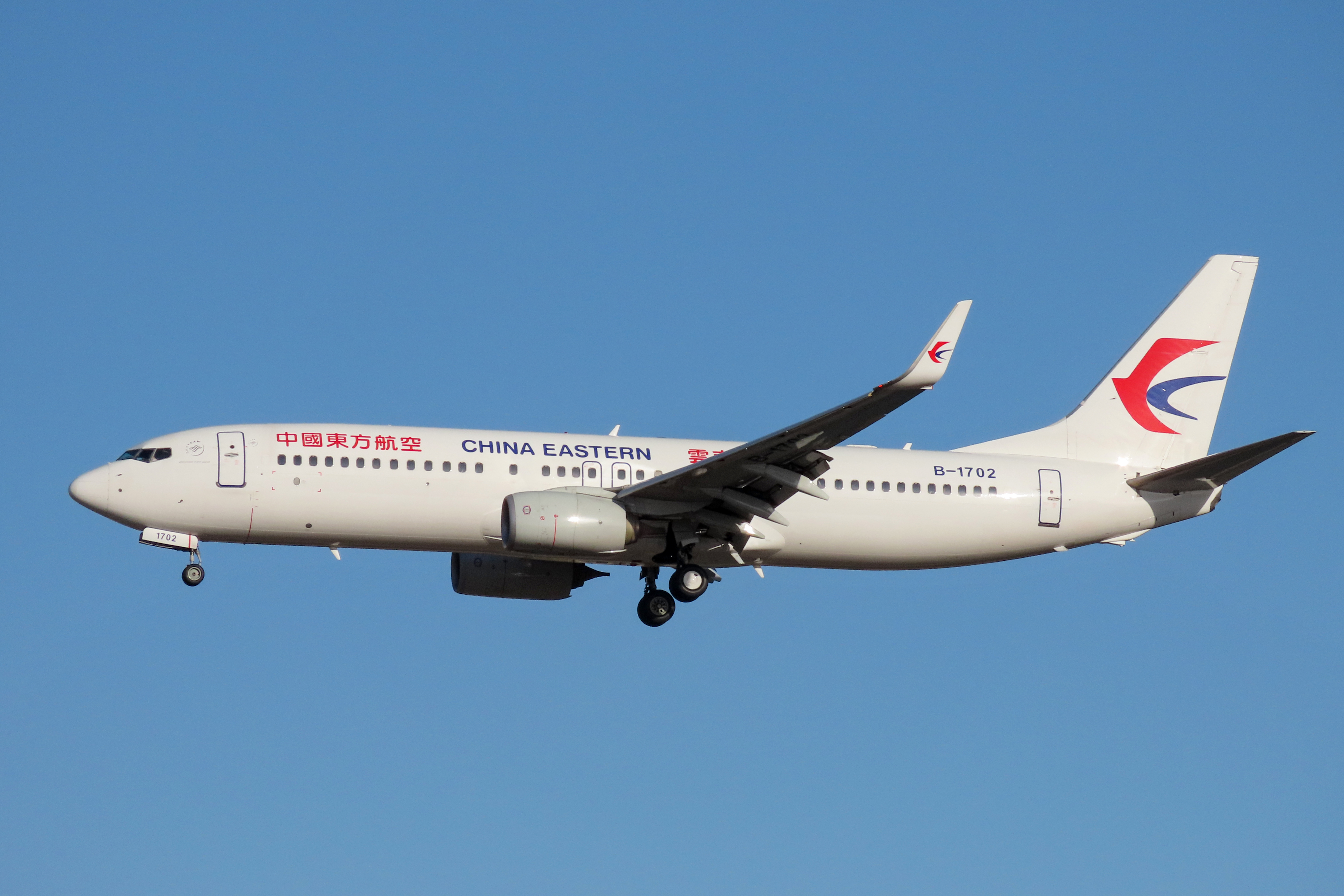
ボーイング737-800
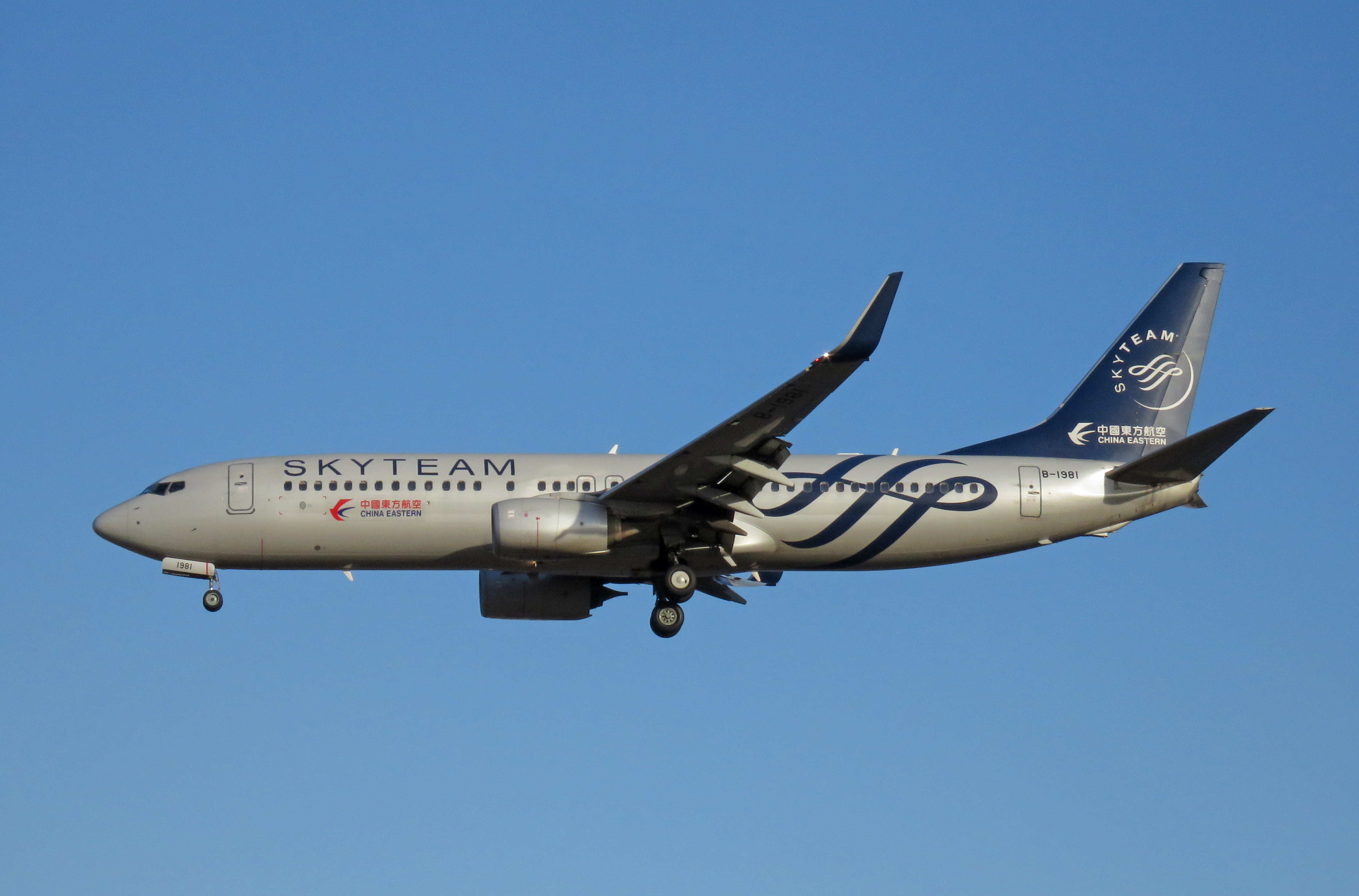
ボーイング737-800（スカイチーム塗装）
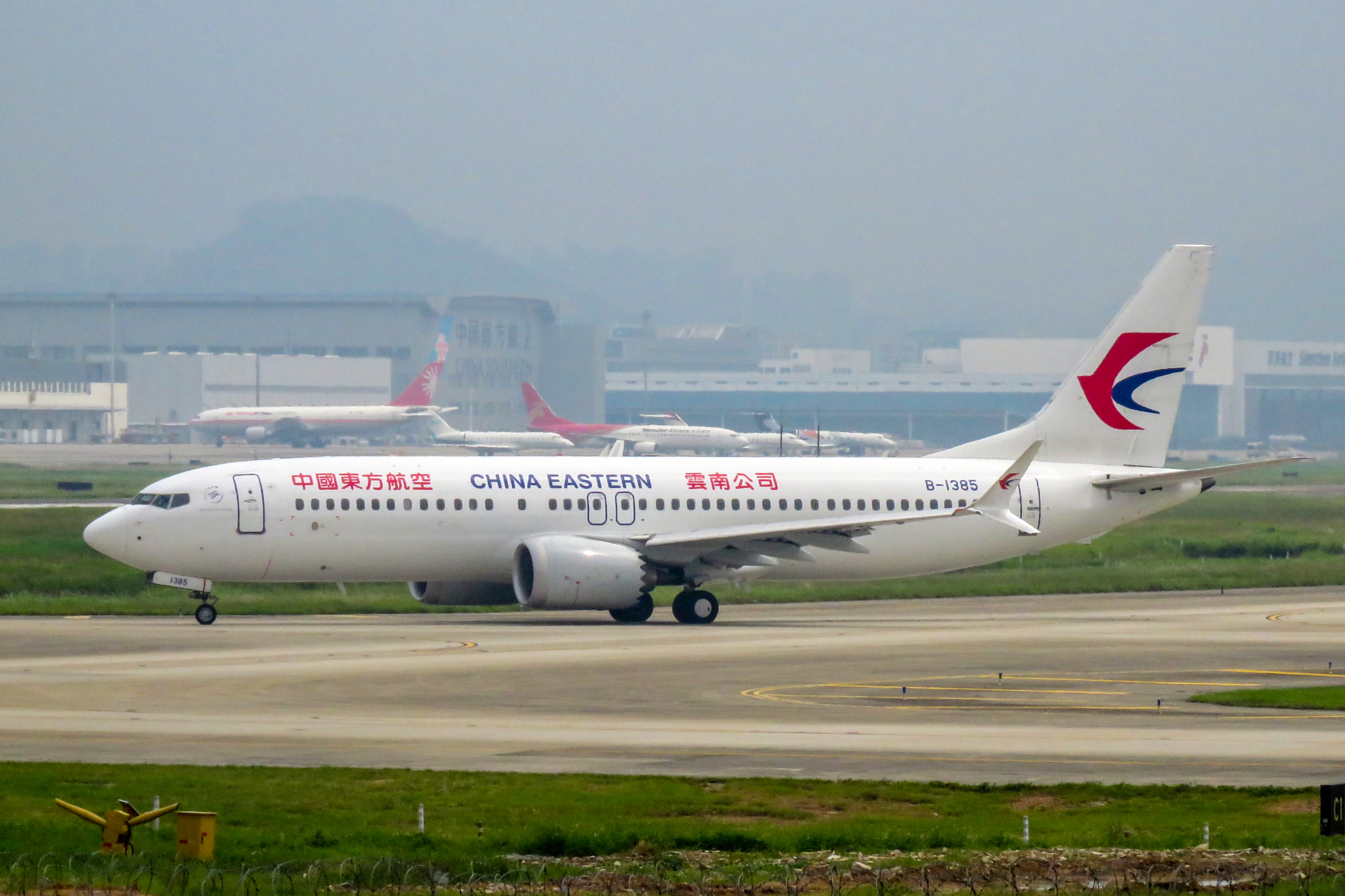
ボーイング737-8 MAX
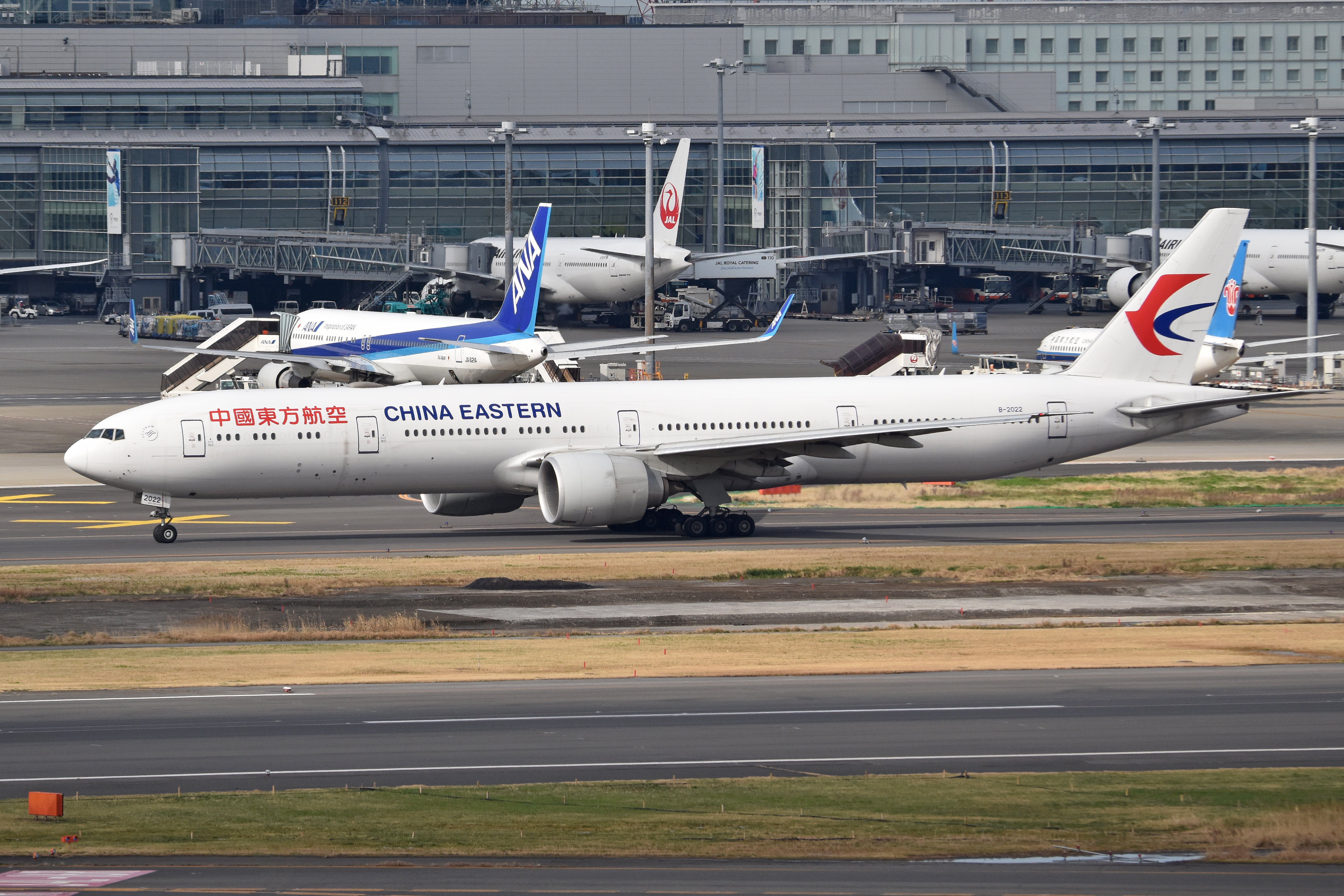
ボーイング777-300ER
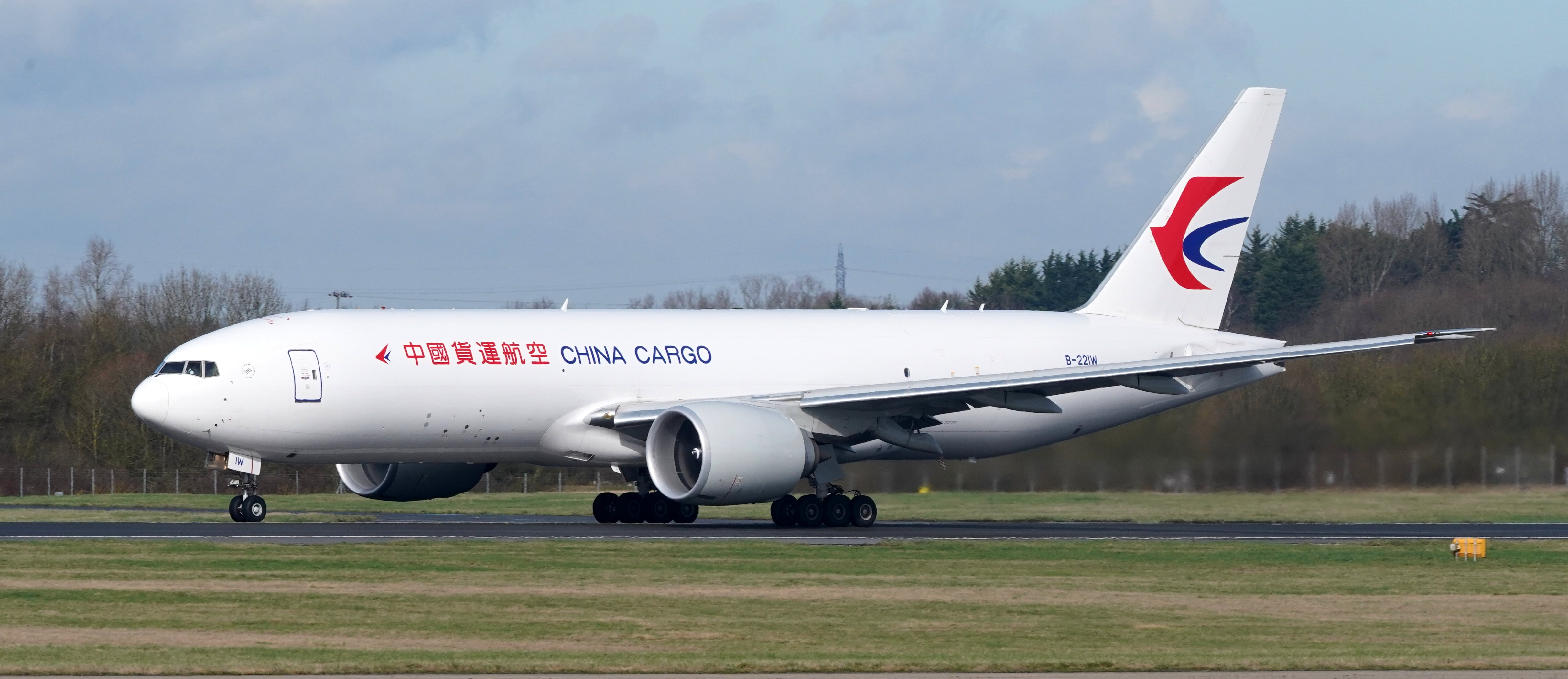
ボーイング777F
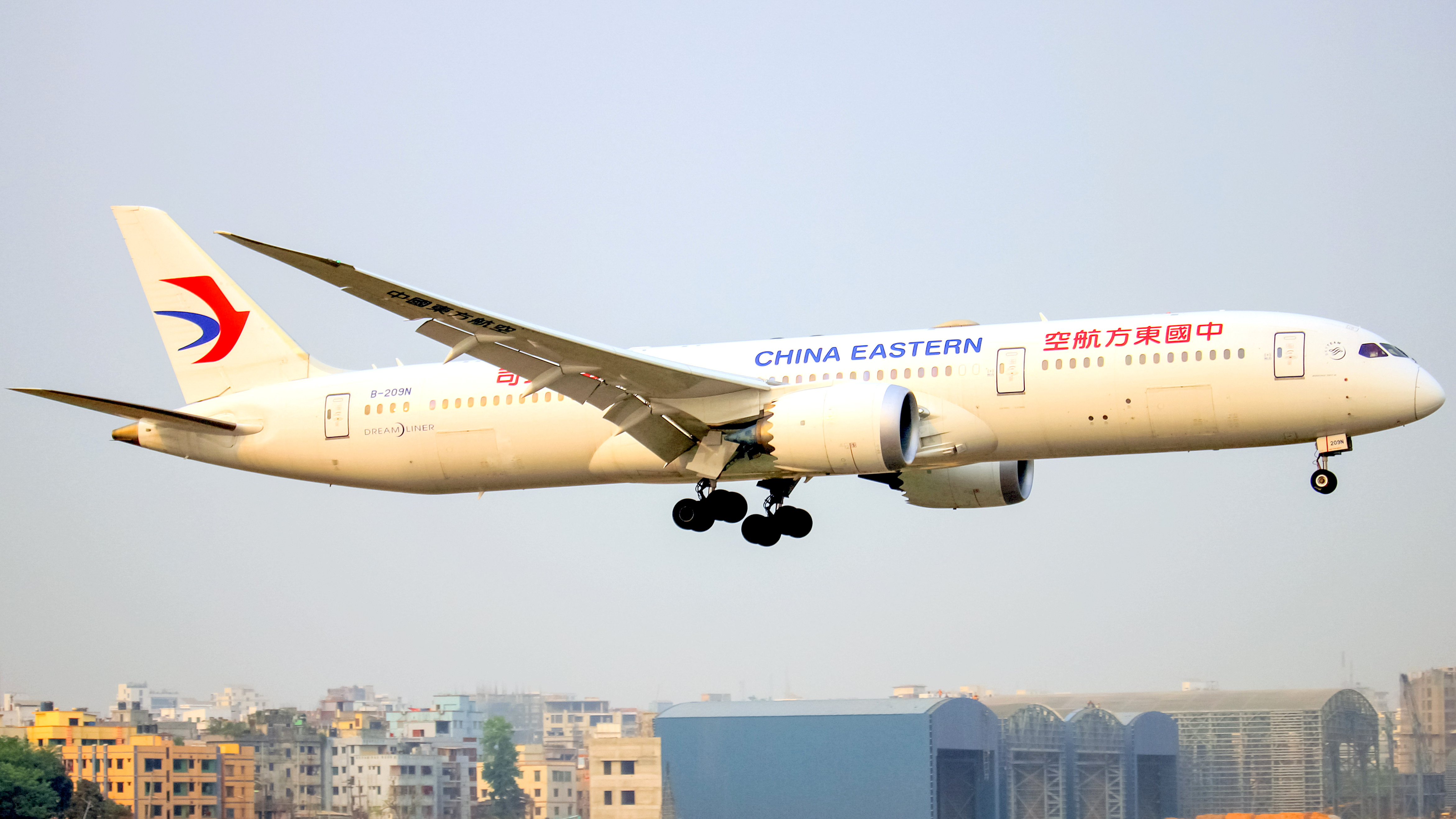
ボーイング787-9
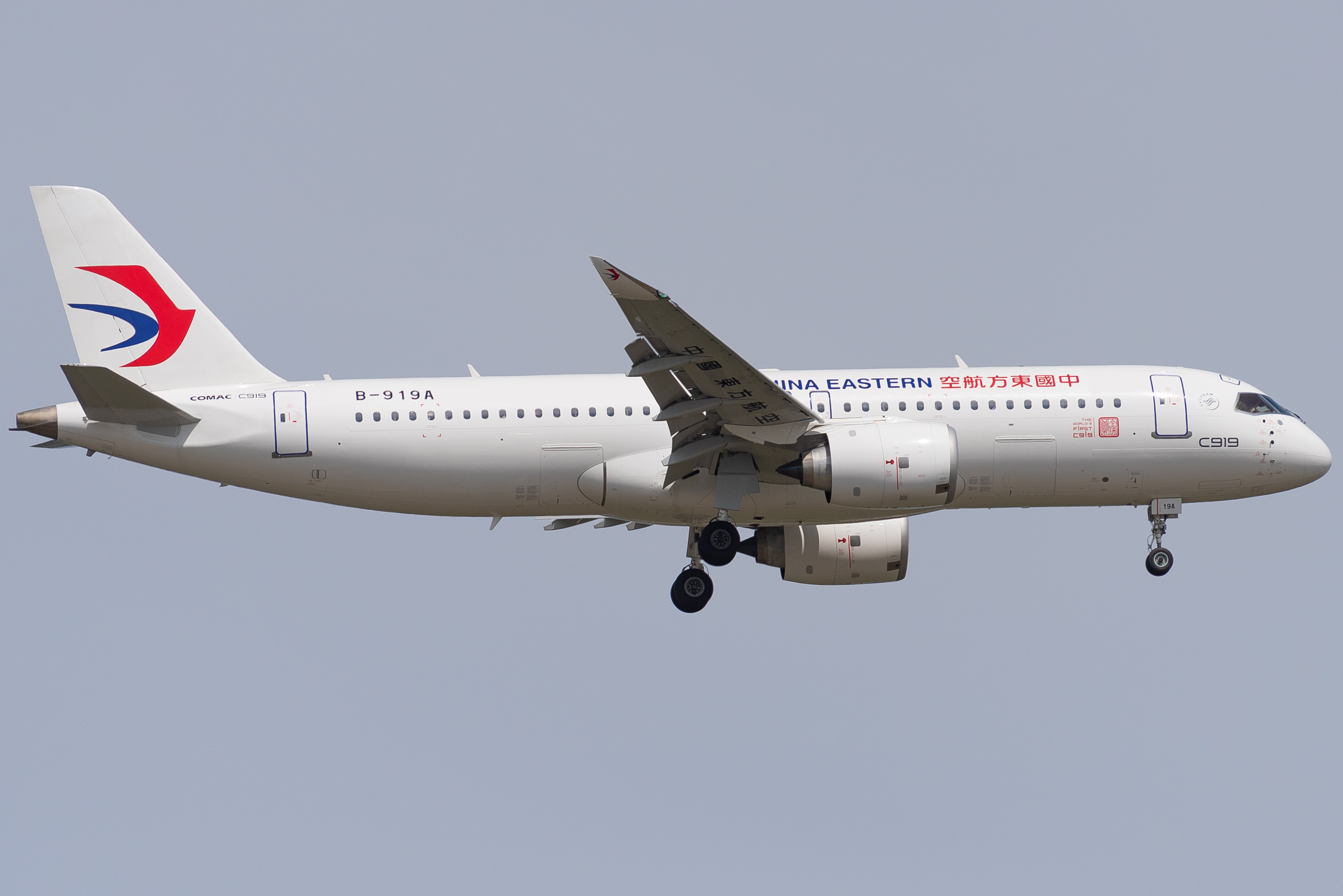
COMAC C919

### 退役機材
- エアバスA300-600R/600RF
- エアバスA310-200/300
- エアバスA318-100
- エアバスA340-300/600
- ボーイング737-200
- ボーイング737-300
- ボーイング767-300ER
- ボンバルディア CRJ-200ER
- BAe 146-100/300
- エンブラエル ERJ-135/145
- フォッカー 100
- マクドネル・ダグラス MD-11/MD-11F
- マクドネル・ダグラス MD-82
- マクドネル・ダグラス MD-90
- MA60
- ヤコヴレフ Yak-42

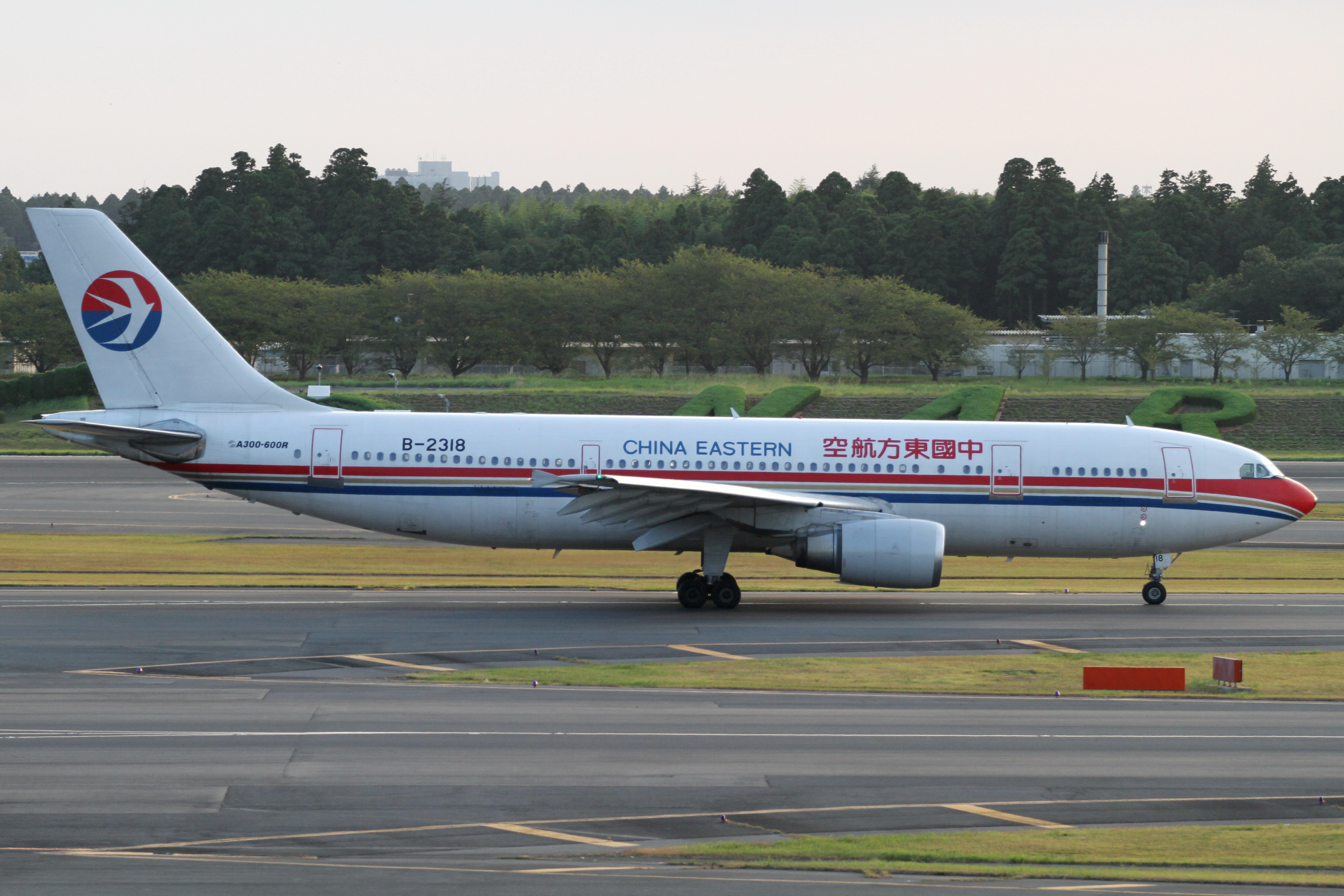
エアバスA300-600R
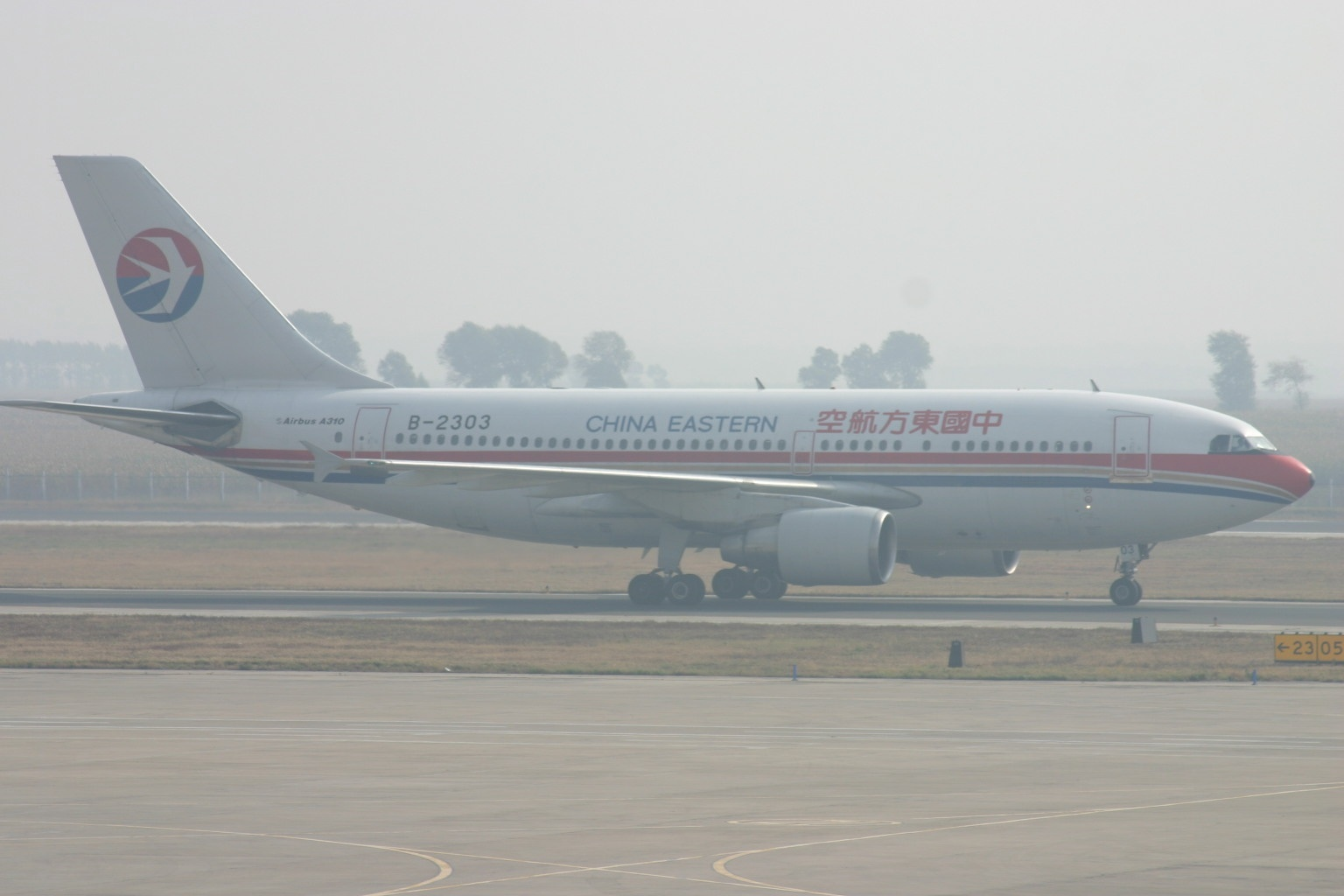
エアバスA310-200
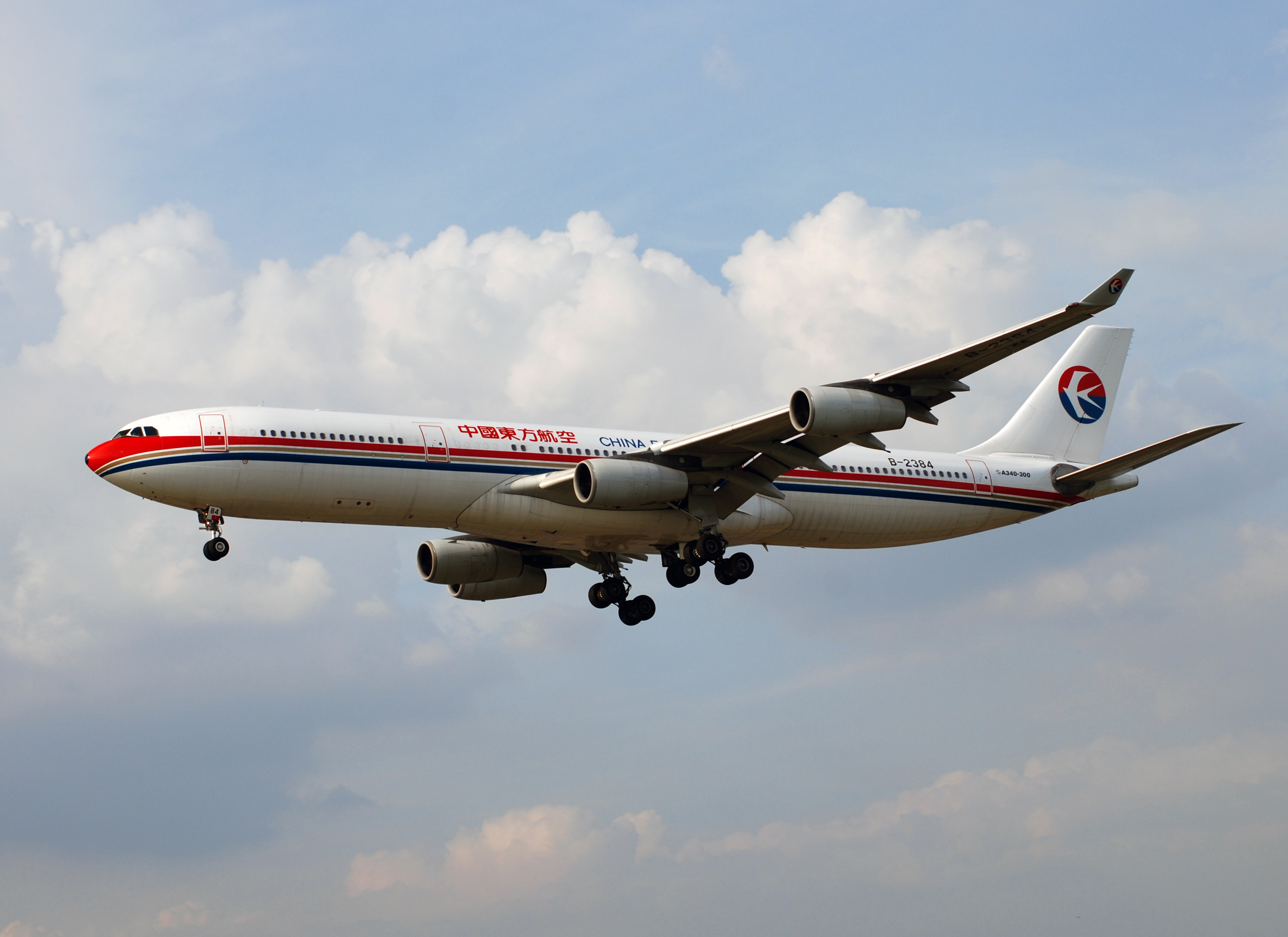
エアバスA340-300
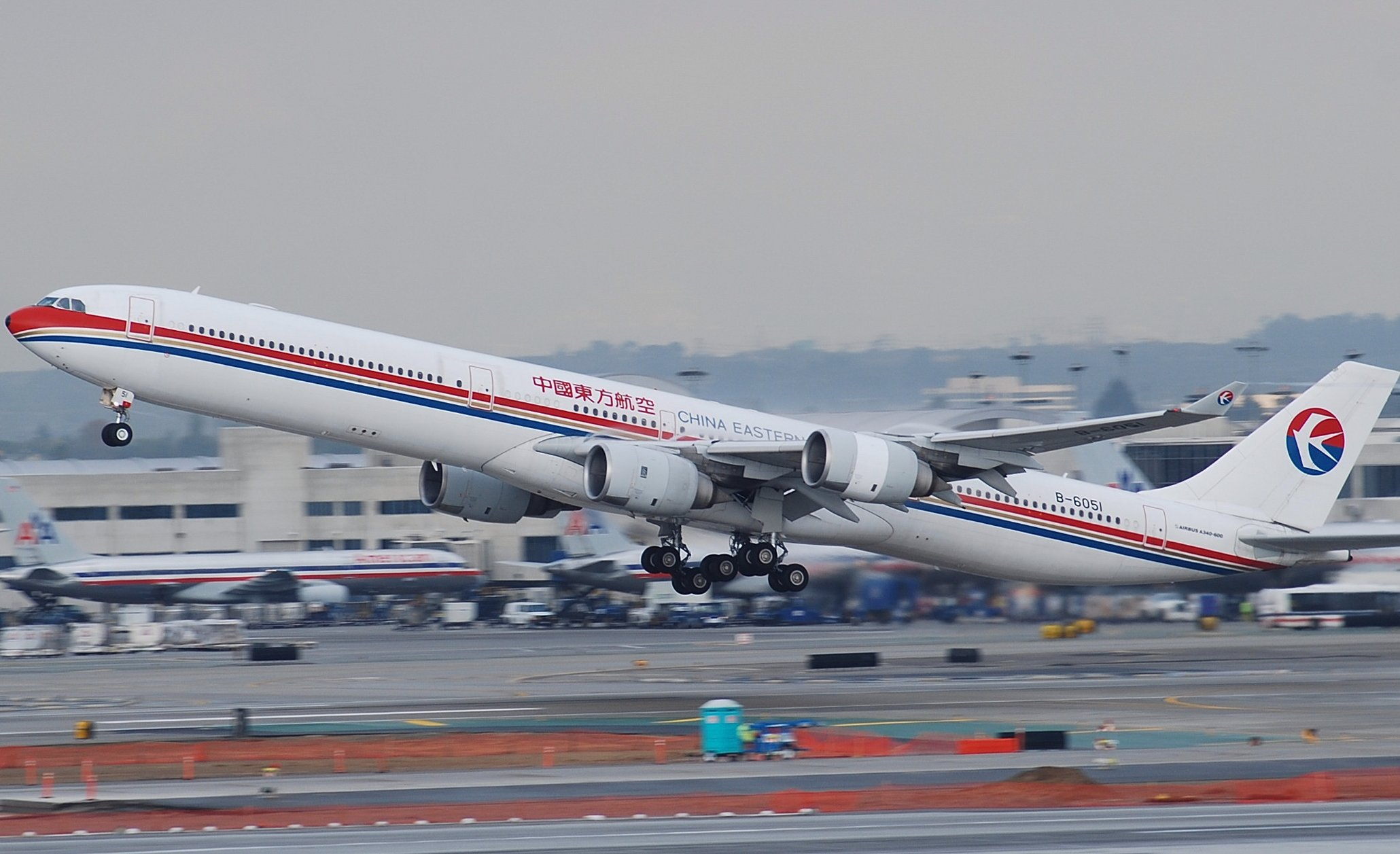
エアバスA340-600
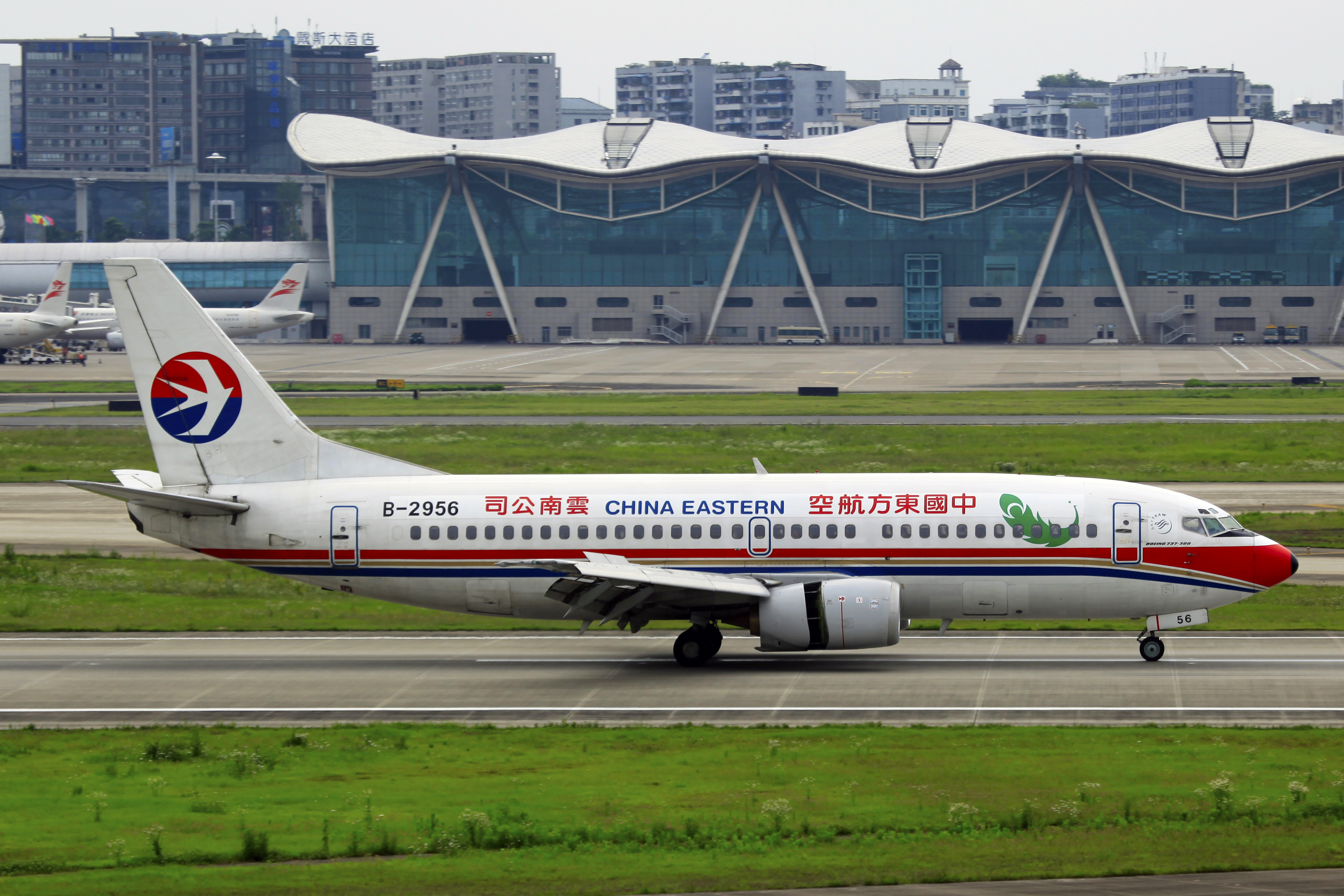
ボーイング737-300
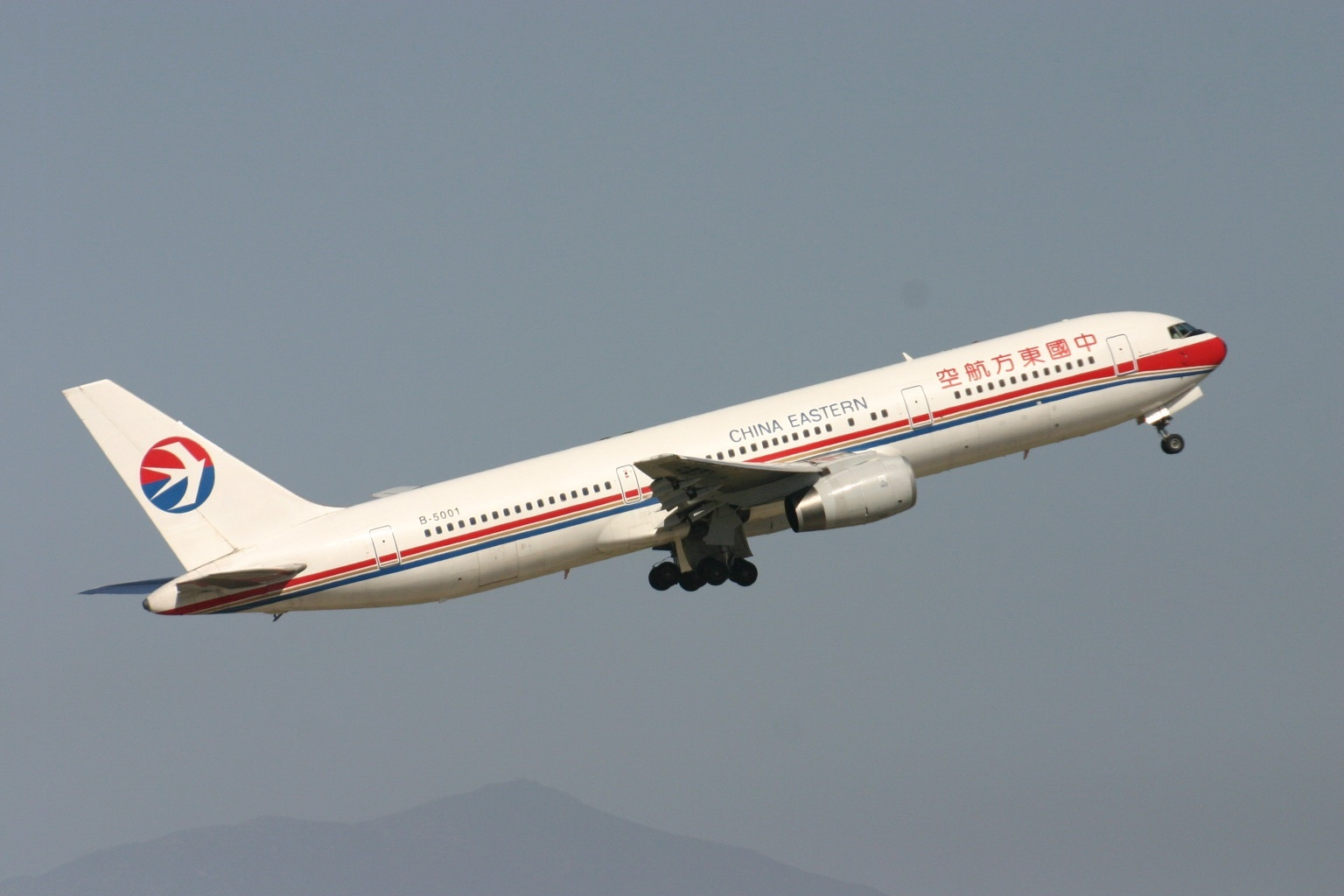
ボーイング767-300ER
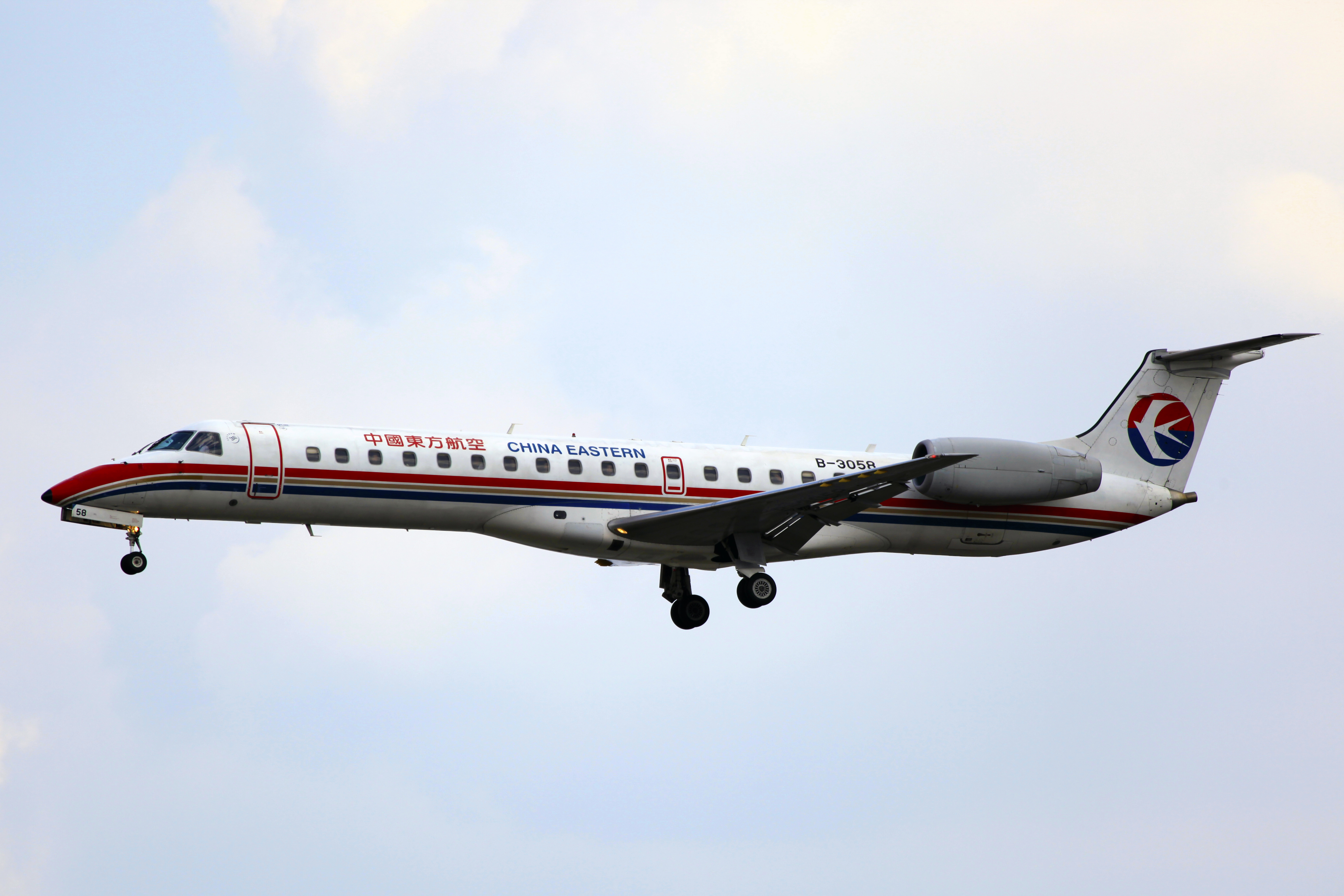
エンブラエル ERJ-145
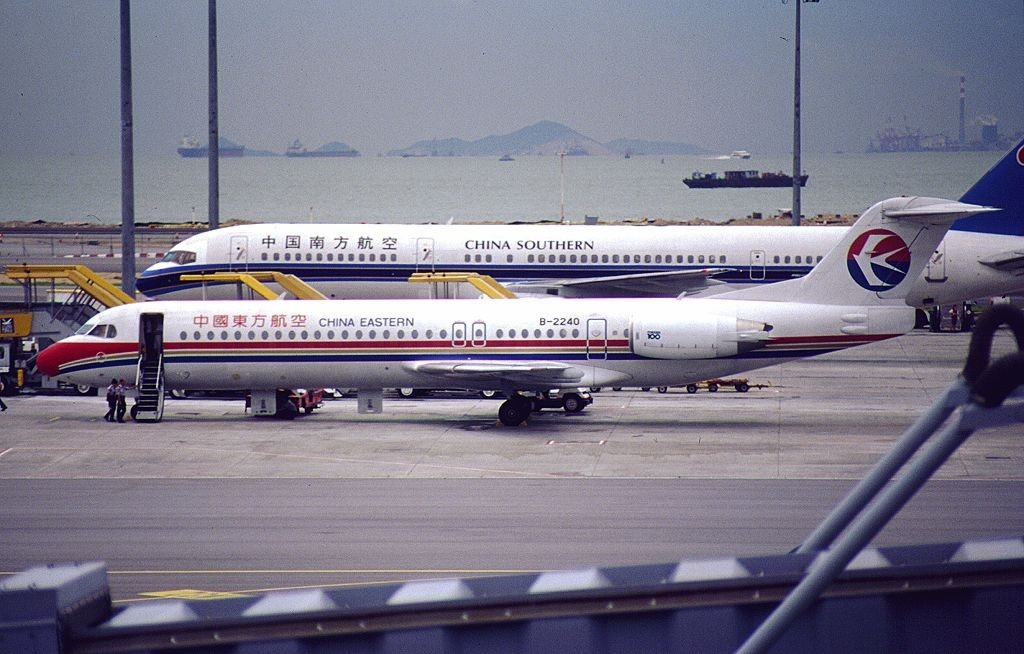
フォッカー 100
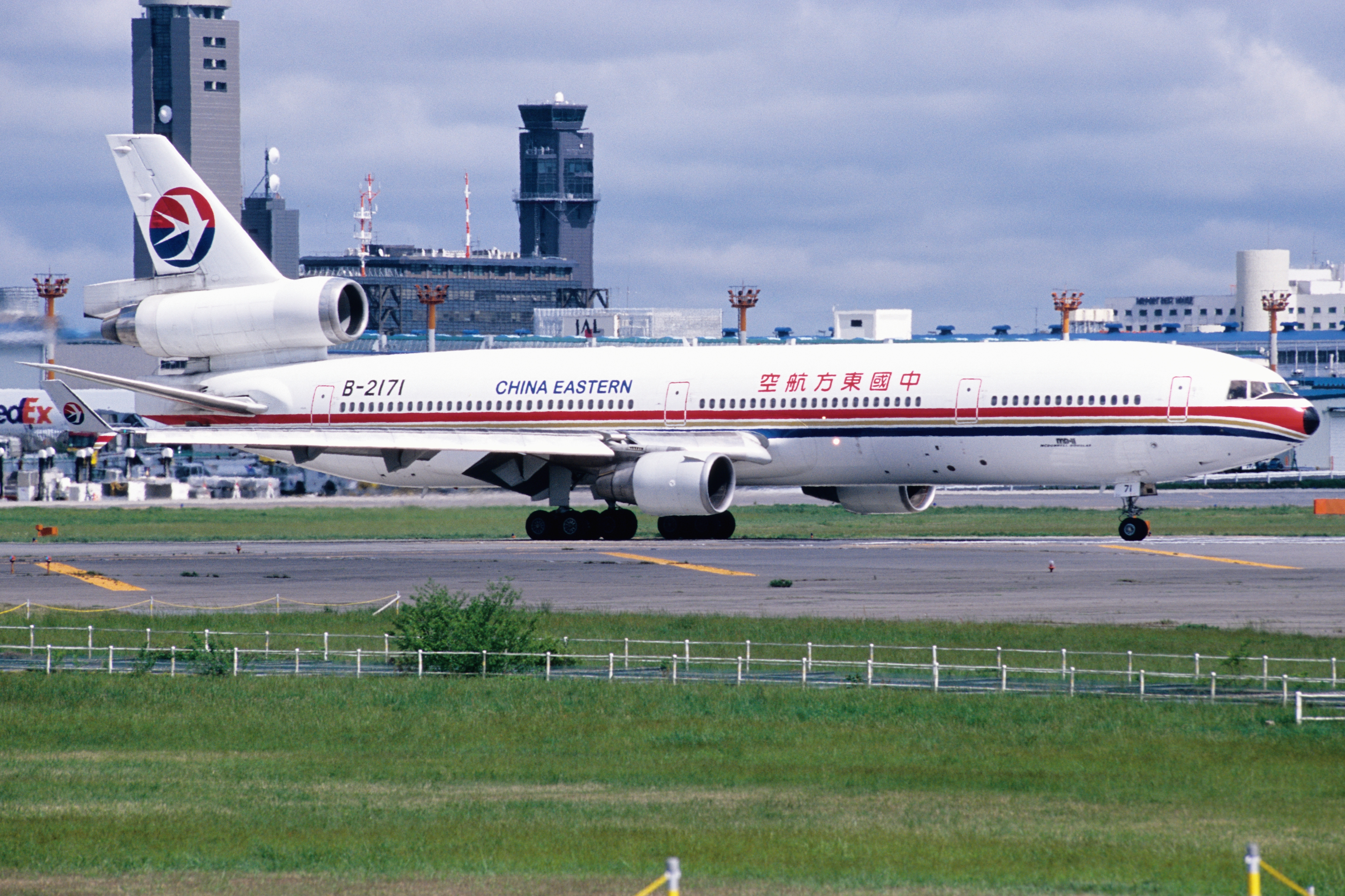
マクドネル・ダグラス MD-11
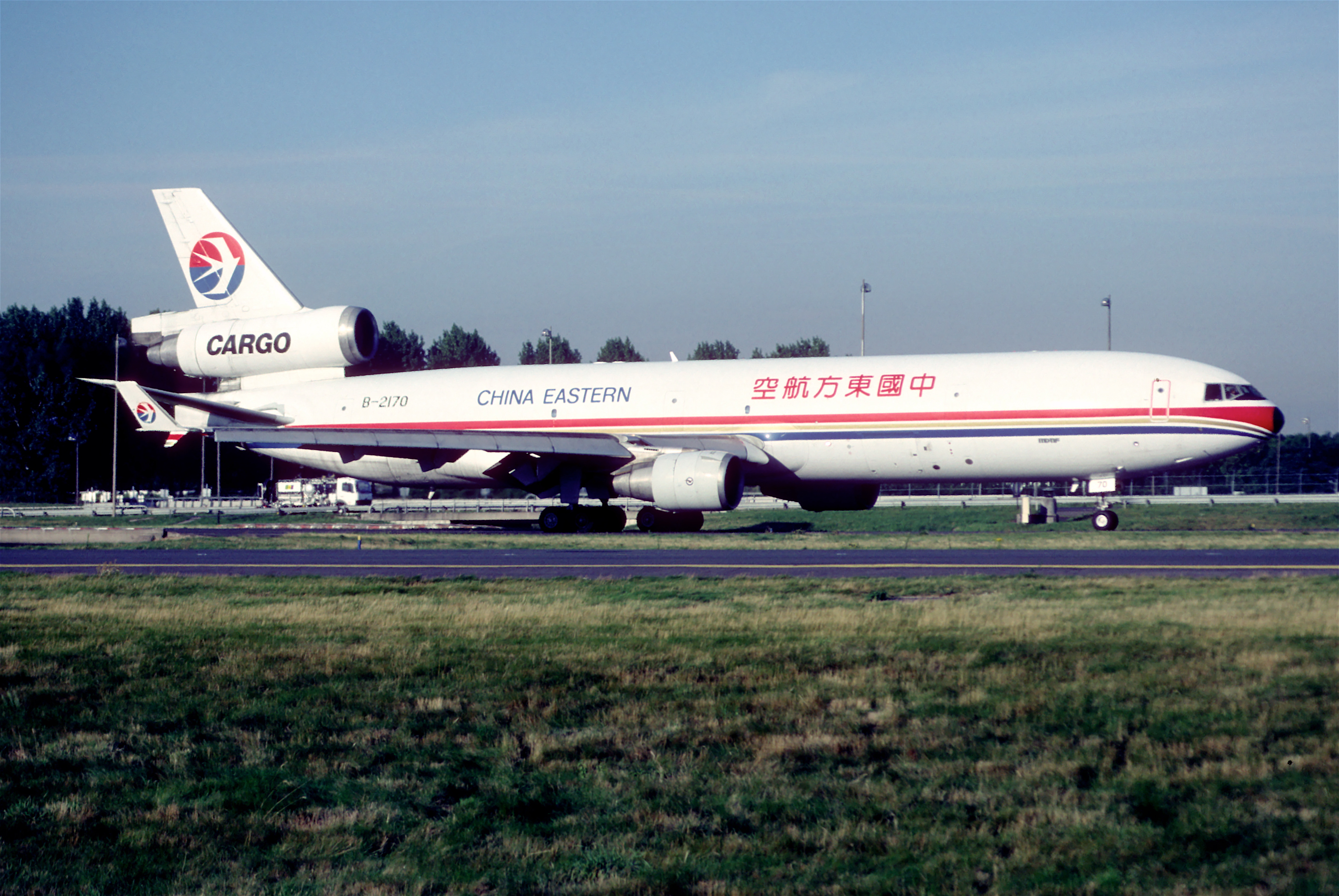
マクドネル・ダグラス MD-11F
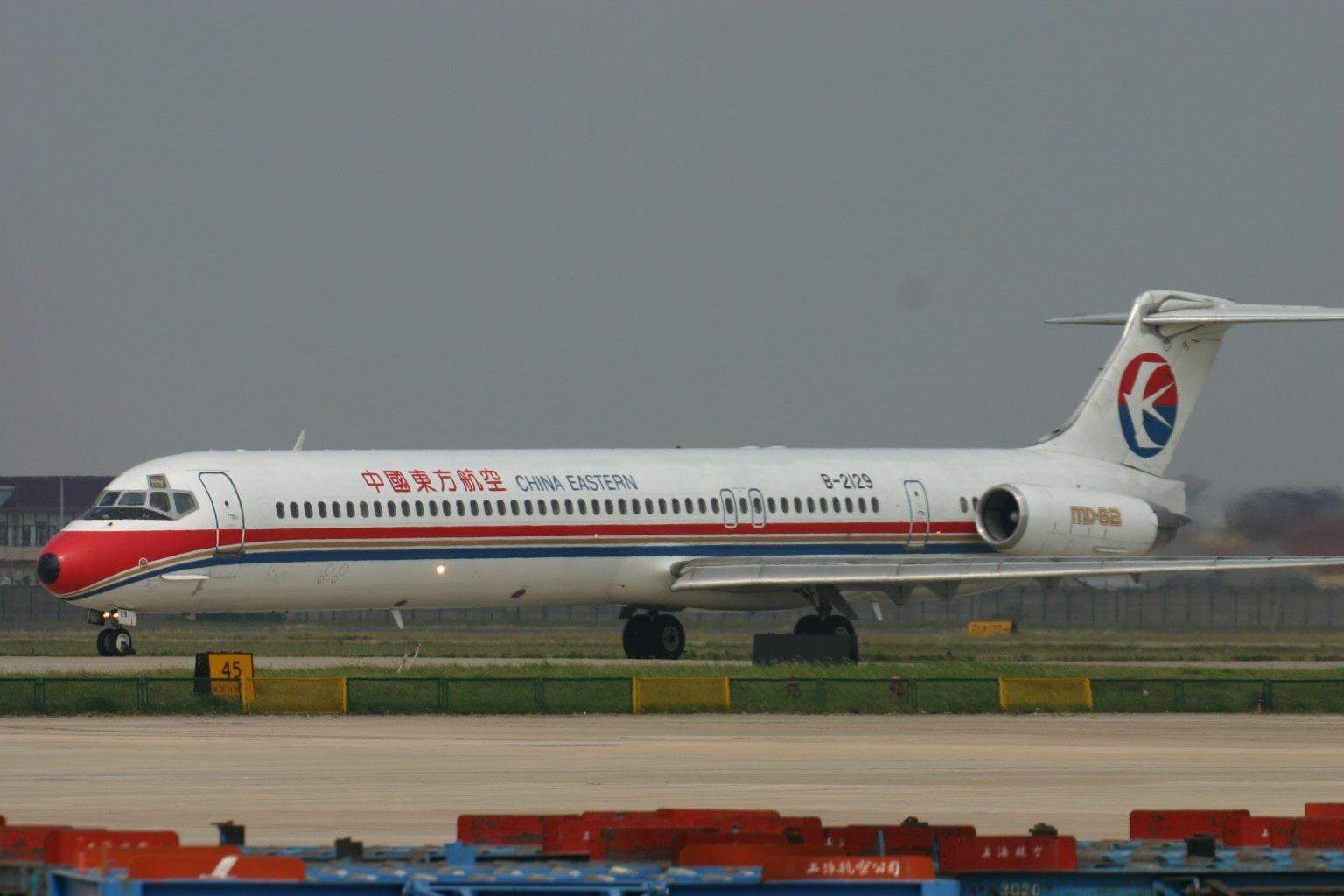
マクドネル・ダグラス MD-82
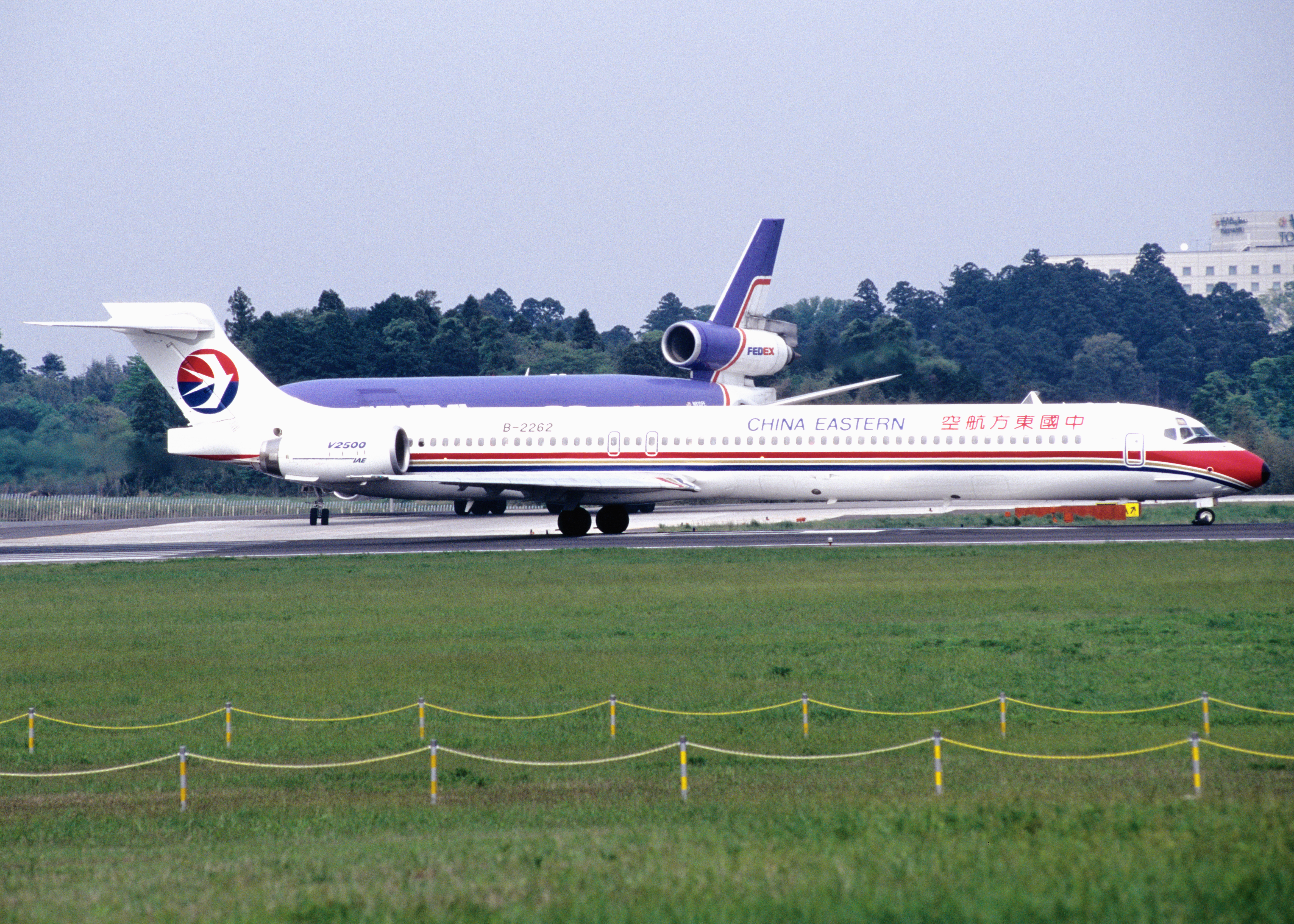
マクドネル・ダグラス MD-90-30

## マイレージサービス
同社のマイレージサービス『東方万里行（イースタンマイルズ）』では、スカイチーム加盟航空会社の他に以下とも提携している。
- 日本航空
- キャセイパシフィック航空
- カンタス航空

## 過去の事故・不祥事
- 1989年8月15日：上海発南昌行きのAn-24RV (B-3417) が第2エンジンの故障で離陸直後に川へ墜落。乗員乗客40名のうち34名が死亡[55]。
- 1993年4月6日：北京から上海を経由してロサンゼルスに向かっていた583便のMD-11型機 (B-2171) が、アラスカ州のアリューシャン列島から南に約1760キロメートル離れた太平洋上空を飛行中、乗組員がスラットのレバーに誤って触れてしまい、フラップが前方に稼動、機体は上下に揺れ、下降と上昇を何度か繰り返した後、5000フィートまで高度を落とした。この事故で2名の乗客が死亡、149名の乗客と7名の乗組員がケガをした[56]。そのうち乗客1名が両脚不随に、客室乗務員1名が頭に重傷を負った。事故による機体外部の損傷はなかったが、客室内は大きな損傷を受けた。
- 1993年10月26日：深圳から福州に向かった5398便のMD-82型機 (B-2103) が、福州空港に着陸の際、滑走路をオーバーラン。機体は3つに切断され、80名の乗員乗客のうち2名が死亡[57]。
- 1998年9月11日：上海から北京に向かう586便のMD-11型機 (B-2173) が上海虹橋国際空港から離陸後、ランディングギアが作動せず同空港に引き返した。ケガ人はいなかった[58]。この事故の後「緊急迫降」 (en) という題名の映画が作られた。
- 2004年11月21日：中国東方航空5210便墜落事故。包頭から上海に向かう5210便のCRJ-200型機が離陸後1分後内モンゴル自治区に墜落、47名の乗客、6名の乗組員全員が死亡した。また地上にいた2名がこの事故に巻き込まれ命を落としている。直接の経済的損失は1.8億元といわれる。2006年12月21日、安監総局と監察部が事故の原因を発表した。事故機が離陸する際に翼についた霜が原因で翼の迎角が大きくなりすぎ失速した事が墜落の原因という。事故機は飛行前に霜取りをしていなかった。この事故で12名の責任者が処分を受けた[59]。なお、この事故によって中国東方航空は同型機の運航を中止した。
- 2011年11月28日：関西空港発上海浦東空港行きの中国東方航空516便（エアバスA330-200型機、乗員乗客245人）が管制官の許可なしに滑走を始め、そのまま離陸した。幸い、運航への影響や他機と衝突するような切迫した状況には無かった。国土交通省によると、管制官が516便の操縦士に英語で「滑走路で待機しろ」と指示。数分後に管制官が別のヘリコプターの操縦士と無線で交信している最中に、516便は許可なく滑走し始めた[60]。
- 2012年7月5日：13時24分ごろ、那覇空港発上海浦東空港行きの中国東方航空2046便（エアバスA319型機、乗員乗客27人）が管制官の許可を得ずに滑走路に進入し、機体の前部が滑走路にはみ出した状態で停止した。この影響で着陸許可を得ていたエアアジア・ジャパンの訓練機が着陸をやり直した。国土交通省の運輸安全委員会は、重大インシデントとして2012年11月現在調査をしている[61]。
- 2022年3月21日：中国東方航空5735便墜落事故。昆明長水空港発広州白雲空港行きの中国東方航空5735便（ボーイング737-800型機、機体番号：B-1791、乗員乗客132人）が広西チワン族自治区梧州市藤県の山間部に音速に近い速度で墜落し、乗員乗客全員が死亡した。事故により大規模な山火事も発生した[62][63][64]。